# Église Saint-Pierre-et-Saint-Paul de Labruyère
Pour les articles homonymes, voir Église Saint-Pierre-et-Saint-Paul.
L'église Saint-Pierre-et-Saint-Paul est une église catholique paroissiale située à Labruyère (Oise), en France. Si sa nef et ses bas-côtés sont néo-romans et sans intérêt particulier, les parties orientales et le clocher en bâtière central datent encore de la première église paroissiale, qui fut achevée pendant la seconde moitié du XIIe siècle. Le chœur du second quart du XIIe siècle est la partie la plus ancienne. Il se compose de deux travées voûtées en berceau brisé, dont la première sert de base au clocher. Ses quatre chapiteaux romans sont d'une facture archaïque et paraissent anachroniques à la période de construction. Les bases des colonnes engagées sont flanquées de griffes aux angles, dont chacune reproduit un motif différent. Leur authenticité n'est toutefois pas assurée. Les deux croisillons ou chapelles sont un peu plus tardifs. Leur intérêt réside surtout dans les niches d'autel, qui sont rares dans la région. Le croisillon sud, qui fut bâti en premier lieu, possède une voûte d'ogives qui peut encore passer pour romane. La voute du croisillon nord a été refaite à la période gothique flamboyant. À l'extérieur, l'étage de beffroi du clocher et la deuxième travée du chœur méritent l'attention pour leur décor sculpté très abouti, qui fait appel à certains motifs peu répandus, tout en s'inscrivant dans les traditions architecturales de la région. Malgré l'intérêt certain de plusieurs de ses composants, l'église Saint-Pierre-et-Saint-Paul n'est ni classée, ni inscrite au titre des monuments historiques, mais cinq éléments de son mobilier le sont en revanche. L'église est aujourd'hui affiliée à la paroisse Saint-Martin du Liancourtois, et des messes dominicales anticipées y sont célébrées occasionnellement.

## Localisation
L'église Saint-Pierre-et-Saint-Paul est située en France, en région Hauts-de-France et dans le département de l'Oise, sur la commune de Labruyère, dans les parties hautes du village, en surplomb d'un coteau exposé sud, rue de l'Église. Elle est bâtie sur une terrasse, qui correspond à l'emplacement de l'ancien cimetière, dont quelques débris de monuments funéraires anciens restent en place. Ce terrain est clos par un mur. L'élévation septentrionale est alignée sur la rue. Ainsi, l'église est entièrement dégagée d'autres constructions, et elle est bien visible de loin depuis plusieurs endroits du village.

## Histoire

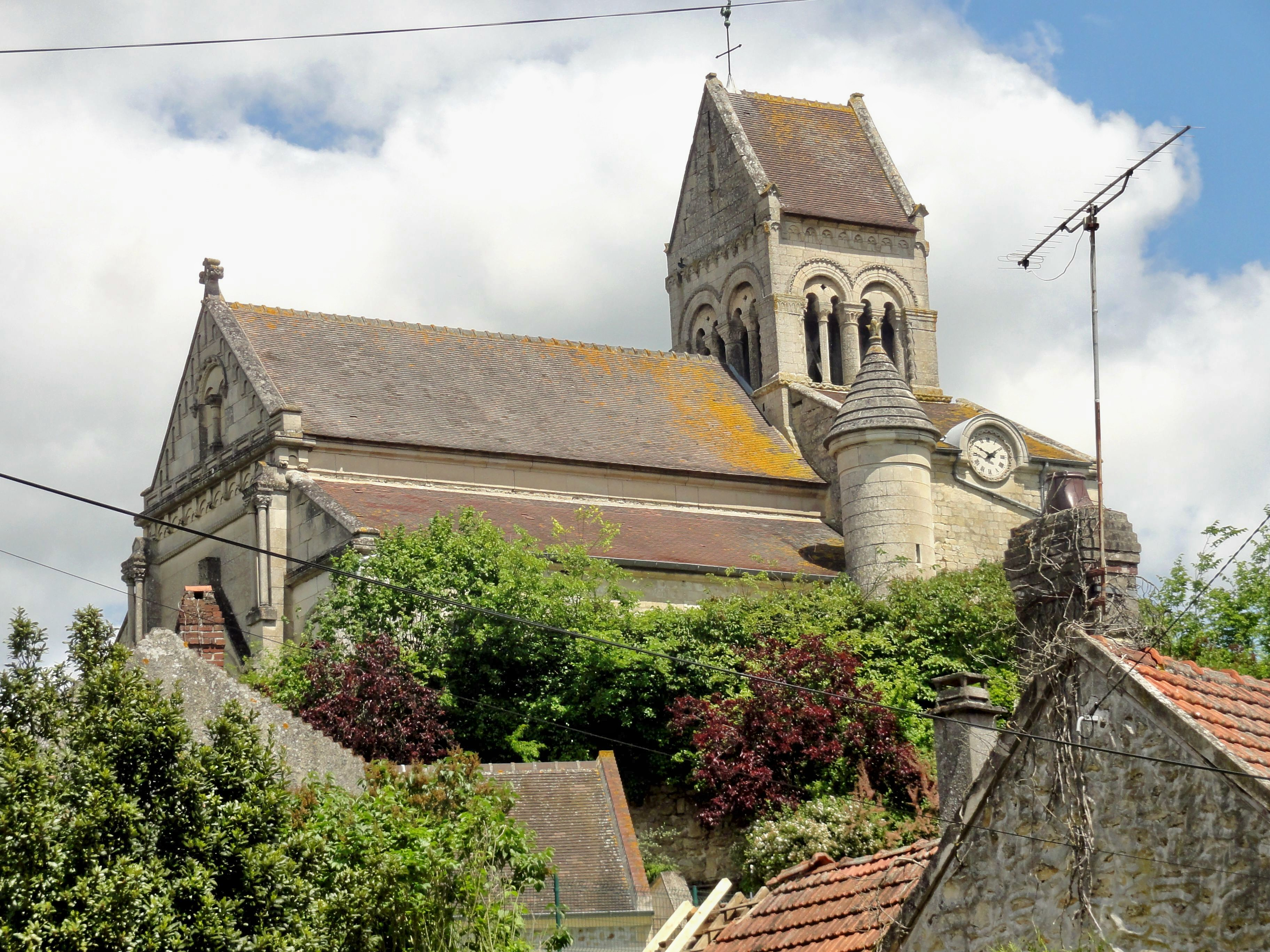
Vue depuis le sud.

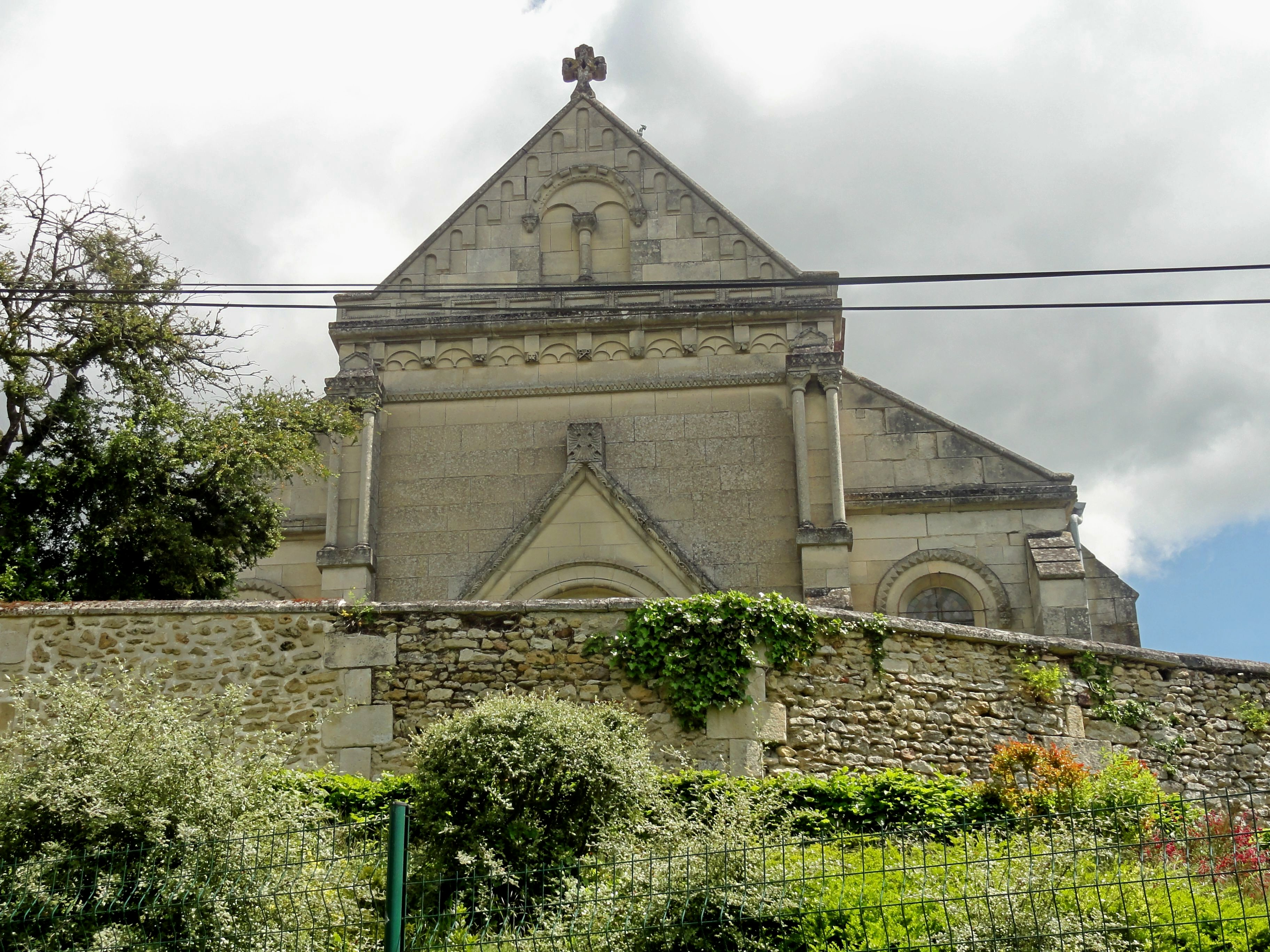
Vue depuis l'ouest.

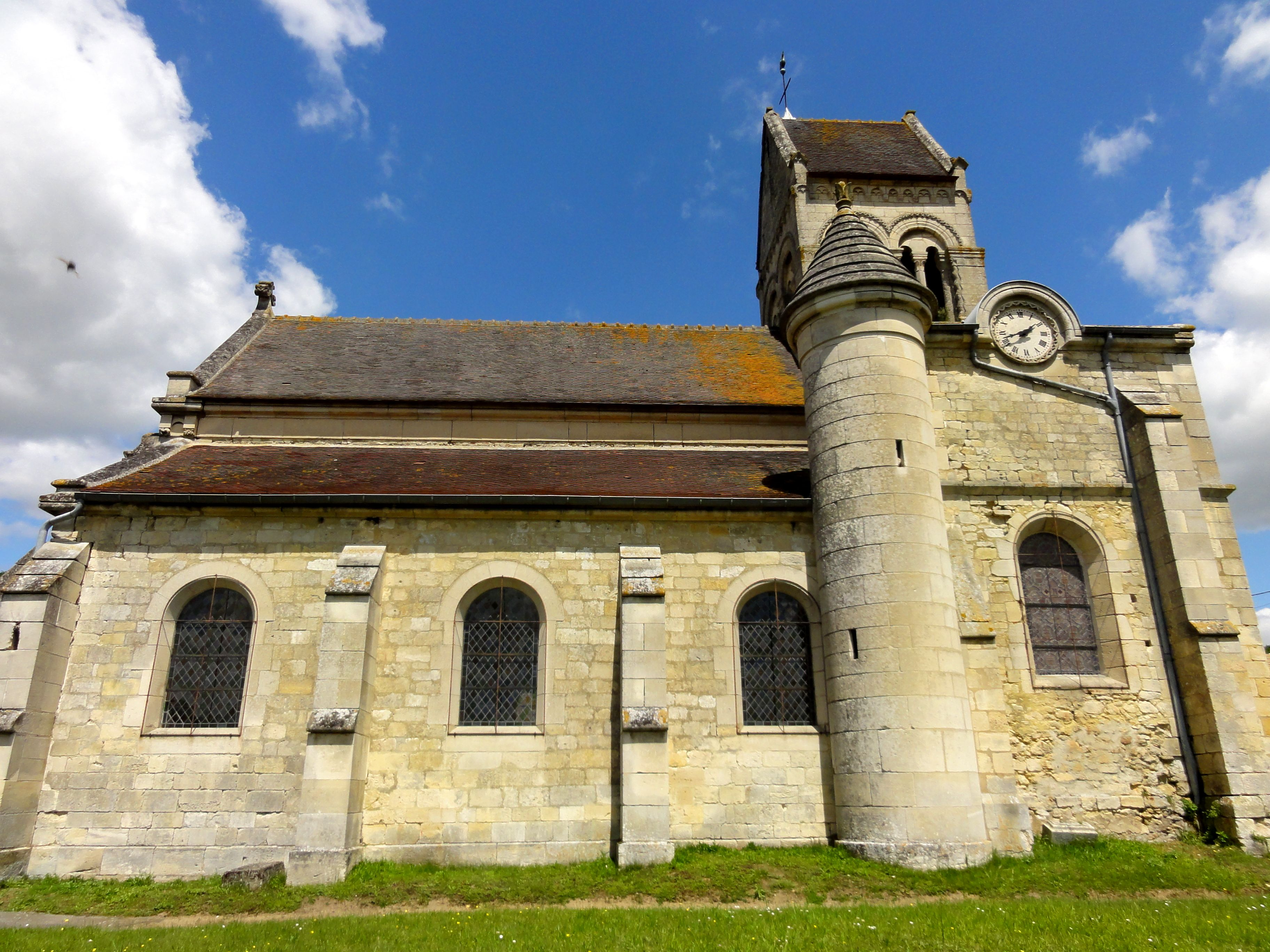
Vue depuis le sud.

Sous l'Ancien Régime, la paroisse relève du doyenné de Pont-Sainte-Maxence, de l'archidiaconé de Breteuil et du diocèse de Beauvais. Le collateur de la cure est le chapitre de Saint-Pierre de Beauvais. Au XIIe siècle encore, Labruyère n'est qu'un hameau de Catenoy : il est donc vraisemblable que l'église actuelle, dont le chœur voûté en berceau brisé et le clocher remontent au second quart du XIIe siècle, corresponde encore à l'église paroissiale primitive. Le croisillon sud est un peu moins ancien, et reflète le style de la période romane finissante ou de la première période gothique. Eugène Woillez le classe parmi les parties romanes de l'église. Le croisillon nord n'a apparemment pas été bâti en même temps, car il diffère légèrement. Sa voûte a été refaite à la période gothique flamboyante, à la fin du XVe ou au début du XVIe siècle. Selon Eugène Woillez, le mur oriental et la niche d'autel seraient romans La fenêtre du chevet du chœur possède encore une fenêtre de la même époque, quand Louis Graves visite l'église dans les années 1830. Son remplage est refait ultérieurement dans le goût de la Renaissance.
D'autres remaniements concernent les toitures. Les croisillons sont munis de toits en appentis en lieu et place des toits en bâtière perpendiculaires au clocher, et le croisillon sud est exhaussé et équipé d'une chambre à l'étage, sans doute destinée au sonneur. On y accède par une tourelle d'escalier cylindrique à l'angle sud-ouest du croisillon. Les relevés architecturaux dessinés par Eugène Woillez au cours des années 1840 permettent de déduire que la chambre du sonneur et la tourelle sont postérieures à cette période. Tout le reste de l'église, soit la nef basilicale de trois travées et ses bas-côtés, est de style néo-roman, et postérieur au milieu du XIXe siècle. On sait grâce à Louis Graves que l'ancienne nef était également basilicale, mais non voûtée, et munie de plafonds lambrissés. Ses grandes arcades reposaient sur des colonnes romanes massives. Dans la travée centrale, les chapiteaux arboraient des monstres particulièrement bizarres. En contradiction avec ces données, Graves considère la nef comme moderne, hormis la façade. Eugène Woillez n'y voit pas non plus une construction romane, y compris la façade. Son plan révèle que la nef décrite par Graves avait quatre travées. Le portail occidental était du XVIe siècle, mais on voyait une fenêtre romane au-dessus du portail, et des cordons de dents de scie marquaient les trois côtés du pignon,. Lucien Charton, qui écrit en 1968, recopie largement le texte de Graves, tout en apportant quelques précisions, sans se rendre compte que la façade n'est plus la même. Ce n'est donc pas cet auteur qui apportera des éclairages sur la date et les circonstances de la construction de la nef actuelle.
Sous la Restauration, la commune de Labruyère est rattachée à Sacy-le-Grand. Elle recouvre son indépendance en 1833, mais l'église Saint-Pierre-et-Saint-Paul reste incorporée dans la succursale de Sacy-le-Grand (seulement les chefs-lieux de canton ont à cette époque droit à une paroisse en titre). Avec la création de quarante-cinq nouvelles paroisses à l'échelle du diocèse en 1996, Nointel devient le siège d'une grande paroisse au titre de saint Thomas More, qui s'étend sur neuf communes (les autres étant Avrigny, Catenoy, Choisy-la-Victoire, Épineuse, Fouilleuse, Maimbeville et Sacy-le-Grand). Mais en raison du faible nombre d'habitants du secteur et du manque de prêtres, la paroisse Saint-Thomas-More est bientôt rattachée à la paroisse Sainte-Maxence de Pont-Sainte-Maxence. Elle est desservie par le curé ou le vicaire de Pont-Sainte-Maxence. Les messes dominicales anticipées du samedi soir sont célébrées à tour de rôle dans l'un des petits villages. En raison de la proximité géographique avec Liancourt, Labruyère est finalement sortie de la paroisse de Nointel / Pont-Sainte-Maxence, et affiliée à la paroisse Saint-Martin du Liancourtois à compter du 1er septembre 2017. Celle-ci s'étend désormais sur onze communes.

## Description

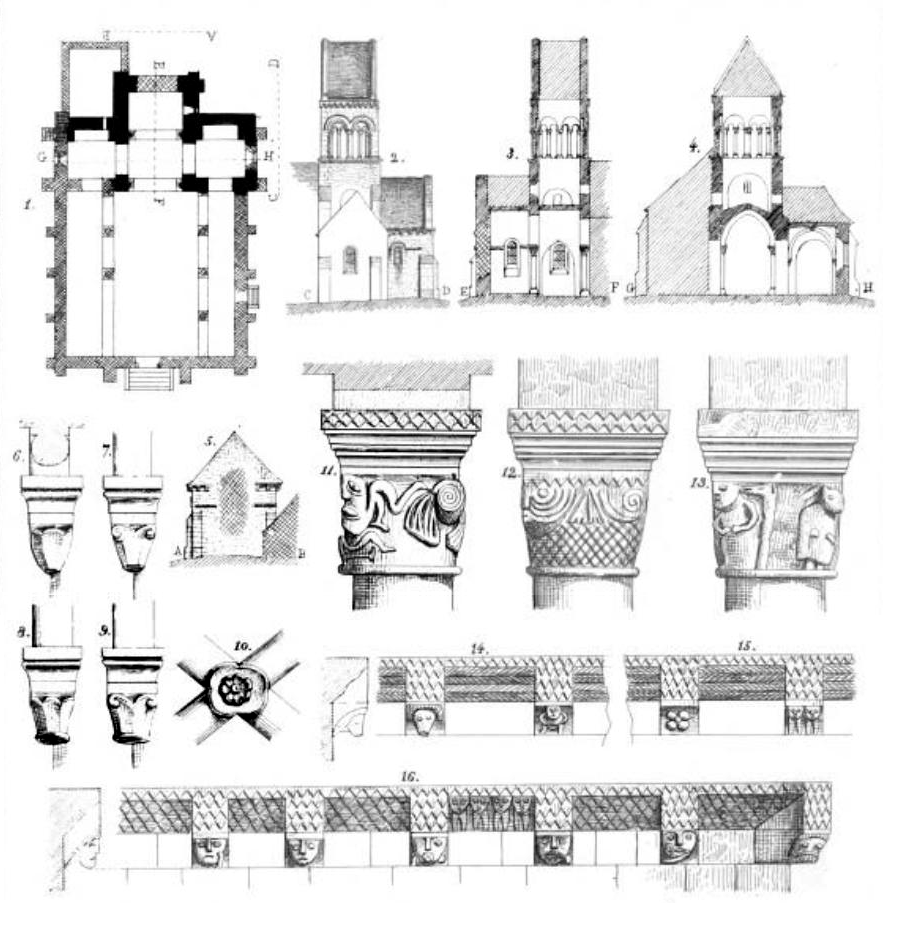
Relevés par Eugène Woillez, années 1840, avec l'ancienne nef.

### Aperçu général
Régulièrement orientée, l'église répond à un plan cruciforme, et se compose d'une nef de trois travées accompagnée de deux bas-côtés ; d'un chœur de deux travées, dont la première travée sert de base au clocher et tient lieu de croisée du transept ; de deux croisillons prolongés vers l'est par des niches d'autel ; et d'une sacristie dans l'angle entre le croisillon nord et la deuxième travée du chœur. L'angle sud-ouest du croisillon sud est flanqué d'une tourelle d'escalier. Le croisillon sud possède une chambre à l'étage. La nef est la seule partie de l'église à présenter deux niveaux d'élévation, soit l'étage des grandes arcades et un étage de murs aveugles au-dessus des grandes arcades. Le chœur et la niche d'autel du croisillon nord sont voûtés en berceau brisé. La niche d'autel du croisillon sud est voûtée en berceau plein cintre. La nef, les bas-côtés et les croisillons sont voûtés d'ogives. Le portail occidental de la nef constitue l'unique accès à l'église. La nef et la deuxième travée du chœur sont recouvertes par des toitures à deux rampants, avec des pignons en façade et au chevet. Les bas-côtés sont munis de toits en appentis prenant appui contre les murs hauts de la nef. Les croisillons sont également munis de toits en appentis, qui n'ont pas la même pente au nord et au sud, et prennent appui contre le premier étage du clocher, qu'ils cachent entièrement.

### Intérieur

#### Chœur

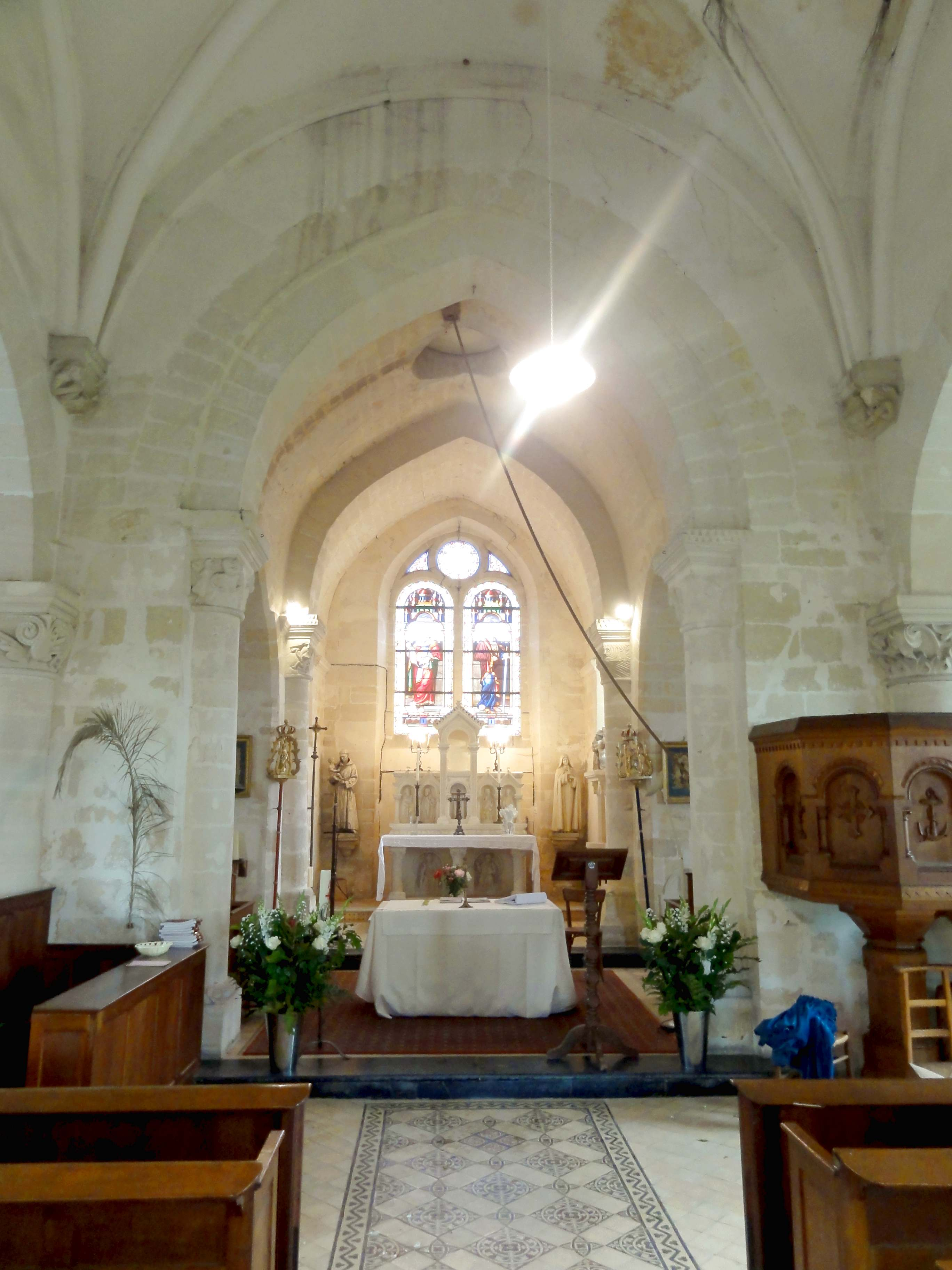
Vue depuis la nef.

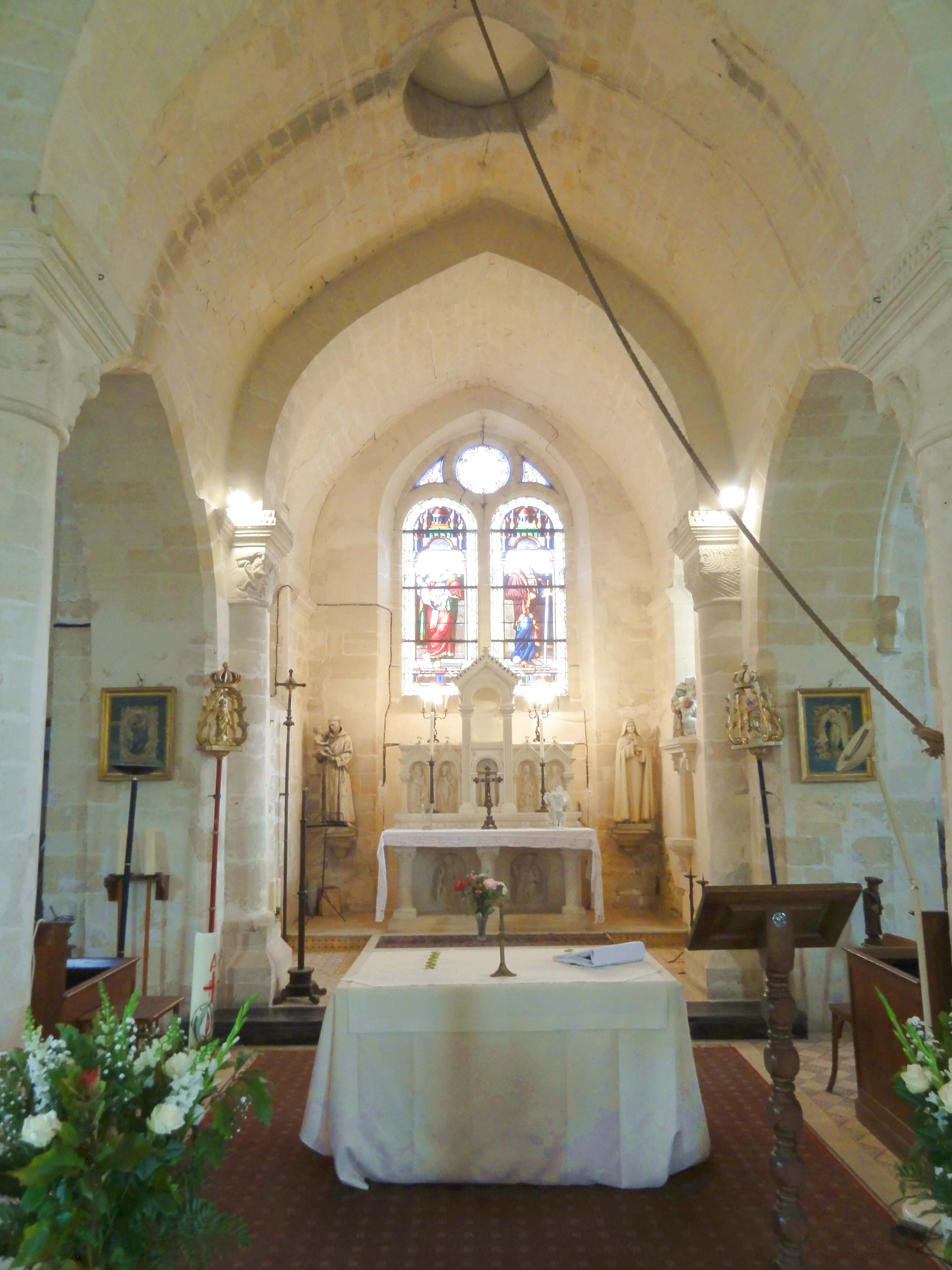
Vue vers l'est.

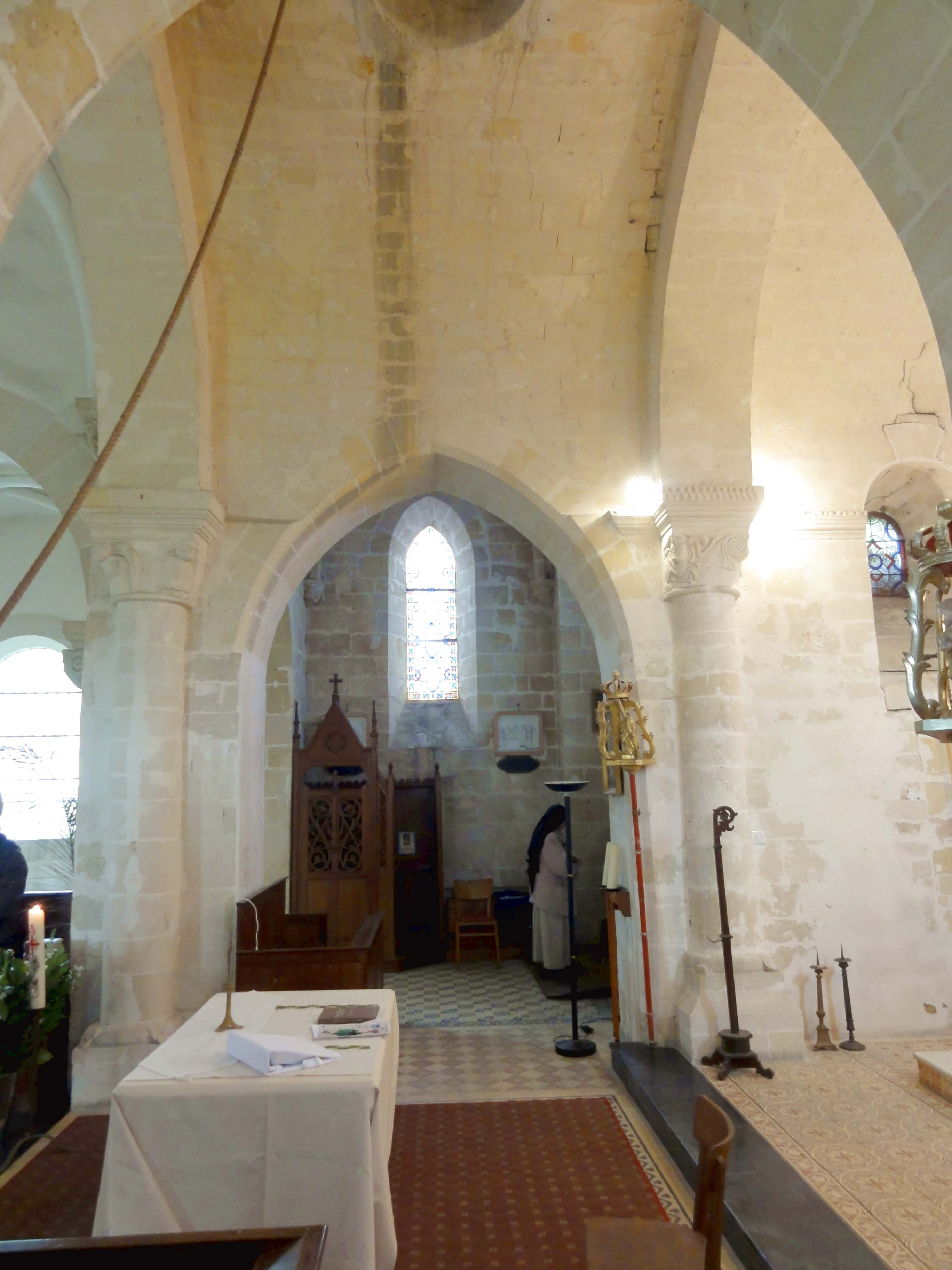
1re travée, vue vers le nord.

Le chœur est d'un grand intérêt archéologique, et ceci à la fois pour sa voûte en berceau brisé recouvrant deux travées, et pour ses chapiteaux romans archaïques. Il n'y a, dans la région, pas d'autres exemples d'une base de clocher voûtée en berceau, à laquelle succède une deuxième travée de chœur également voûtée en berceau. Dans une région où l'architecture carolingienne a persisté jusqu'au milieu du XIe siècle, et qui a joué un rôle prépondérant dans la diffusion du voûtement d'ogives en France, dès les années 1110 / 1120, les voûtes en berceau romanes ne sont pas fréquentes. Nombre d'entre elles ont été remplacés très tôt par des voûtes d'ogives, et sous l'essor de l'architecture gothique, la plupart des églises romanes sont au moins partiellement reconstruites. Plus rares encore sont les voûtes en berceau brisé, qui constituent un antagonisme : quand l'arc brisé fait son apparition dans la région vers 1125, au chœur de Morienval, au transept de Rieux, et sur les grandes arcades de Villers-Saint-Paul, le voûtement en berceau est déjà dépassé. Il continue cependant d'être employé occasionnellement jusqu'aux années 1150, date de construction du chœur de Béthisy-Saint-Pierre. D'autres exemples de chœurs en berceau brisé sont Laigneville (deuxième travée), Monchy-Saint-Éloi (ancien chœur, actuelle chapelle de la Vierge), et Santeuil. Les bases de clocher de Néry et Marolles ; la nef de Ducy (commune de Fresnoy-le-Luat) en partie ; et les croisillons de Rieux et Santeuil sont voûtés en berceau brisé. Comme exemples de bases de clochers voûtées en berceau plein cintre, l'on peut citer Belle-Église, Bouconvillers, Deuil-la-Barre, Fay-les-Étangs, Fleury, Omerville, Serans, Senots, et Villers-Saint-Frambourg. Les chœurs d'Asnières-sur-Oise, Bray, Catenoy, Luzarches, Merlemont, l'ancienne chapelle du manoir de Rouffiac à Pontpoint, Saint-Clair-sur-Epte, sont voûtés au moins partiellement en berceau plein cintre, ainsi que la première travée de la chapelle de la Vierge de Saint-Vaast-de-Longmont, et deux travées de la nef de Ducy.
L'appareil, en pierre de taille, est très soigné. Un trou pour la montée des cloches a été percé après coup dans la voûte de la base du clocher. Comme c'est la règle pour les voûtes en berceau tardives, une imposte moulurée marque la limite entre la voûte et les murs gouttereaux. Son profil, assez élaboré, se compose d'une plate-bande décorée de dents de scie, et d'un quart-de-rond entre deux cavets. Cette imposte fut interrompue lors du percement des grandes arcades faisant communiquer la base du clocher avec les croisillons ou chapelles. Ces arcades sont en arc brisé, et ont les angles chanfreinés. À l'ouest de ces arcades, la mouluration s'est perdue. La voûte est consolidée, vers la nef et à l'intersection des deux travées, par des arc-doubleaux à un simple rang de claveaux, qui ne sont pas moulurés, et n'ont même pas les angles chanfreinés. Le doubleau occidental, qui tient lieu d'arc triomphal, est un peu plus large que le doubleau intermédiaire, et les tailloirs de ses chapiteaux sont situés de quelques centimètres plus bas. À l'exception du tailloir septentrional de l'arc triomphal, les tailloirs accusent le même profil que les impostes, sauf qu'il y a un double rang de dents de scie au nord, et des triangles en bas-relief au sud. Au nord de l'arc triomphal, la plate-bande reste nue, et le profil des moulures inférieures est en quelque sorte inversé : on y voit un cavet entre deux baguettes. Tous les tailloirs ont été trop grattés lors d'une restauration, voire entièrement refaits. Au moins trois sur les quatre chapiteaux sont en revanche authentiques, comme l'indiquent les mutilations et dégradations qu'ils ont subies au fil des siècles, qui n'empêchent pas que l'état de conservation soit globalement satisfaisant.
Le chapiteau au sud du doubleau intermédiaire a peut-être été resculpté, mais son décor est cohérent avec les autres. Les chapiteaux sont plus archaïques que dans la plupart des églises romanes du Beauvaisis du second quart du XIIe siècle, sauf Rieux et Villers-Saint-Paul. La corbeille est de plan rectangulaire sous le tailloir, et en hémicycle au-dessus de l'astragale. Les motifs sont un petit personnage et deux personnages d'angle se tenant le ventre, sans doute comme illustration de la gourmandise, au nord de l'arc triomphal ; des monstres à tête de grenouille combinées avec des palmettes seulement esquissées, au sud de l'arc triomphal ; un personnage d'angle assis, avec une tête surdimensionnée de façon caricaturale, et une volute d'angle en forme de spirale, au nord du doubleau intermédiaire ; et un rang de dents de scie, des volutes d'angle en forme de spirale, des boudins diagonaux sur les faces latérales, et des losanges en relief évoquant une pomme de pin, au sud du doubleau intermédiaire. La volute de l'avant-dernier chapiteau et l'ensemble du dernier chapiteau sont davantage gravés que sculptés. Ils évoquent les chapiteaux de la base du clocher d'Arthies, dans le Vexin français, et certains chapiteaux de la nef de Morienval, qui sont d'influence normande. Les chapiteaux reposent sur des colonnes appareillées, qui sont pour moitié engagées dans les murs. Leurs bases se limitent, de manière atypique, à un quart-de-rond, qui est flanquée de griffes aux angles. Elles prennent la forme d'une volute, d'une palmette, d'une fleur, d'une feuille polylobée appliquée, d'une grappe de raisin, ou d'une griffe végétale à l'antique. Les bases et les socles cubiques paraissent avoir été entièrement refaits, et sont analogues dans la nef. Une telle variété de motifs des griffes n'est pas courante dans la région, et évoque des églises plus prestigieuses d'Île-de-France, telles que Château-Landon, Notre-Dame-du-Fort d'Étampes, ou Saint-Martin-des-Champs. Restent à évoquer les petites fenêtres latérales de la deuxième travée, qui sont en plein cintre et fortement ébrasées, et dont les impostes concordent avec la tablette moulurée, et la baie d'axe, dont le tracé en tiers-point indique la période gothique, tandis que la modénature sommaire du remplage et le réseau de deux formes en plein cintre surmontées d'un oculus indiquent une création néo-Renaissance du XIXe siècle.

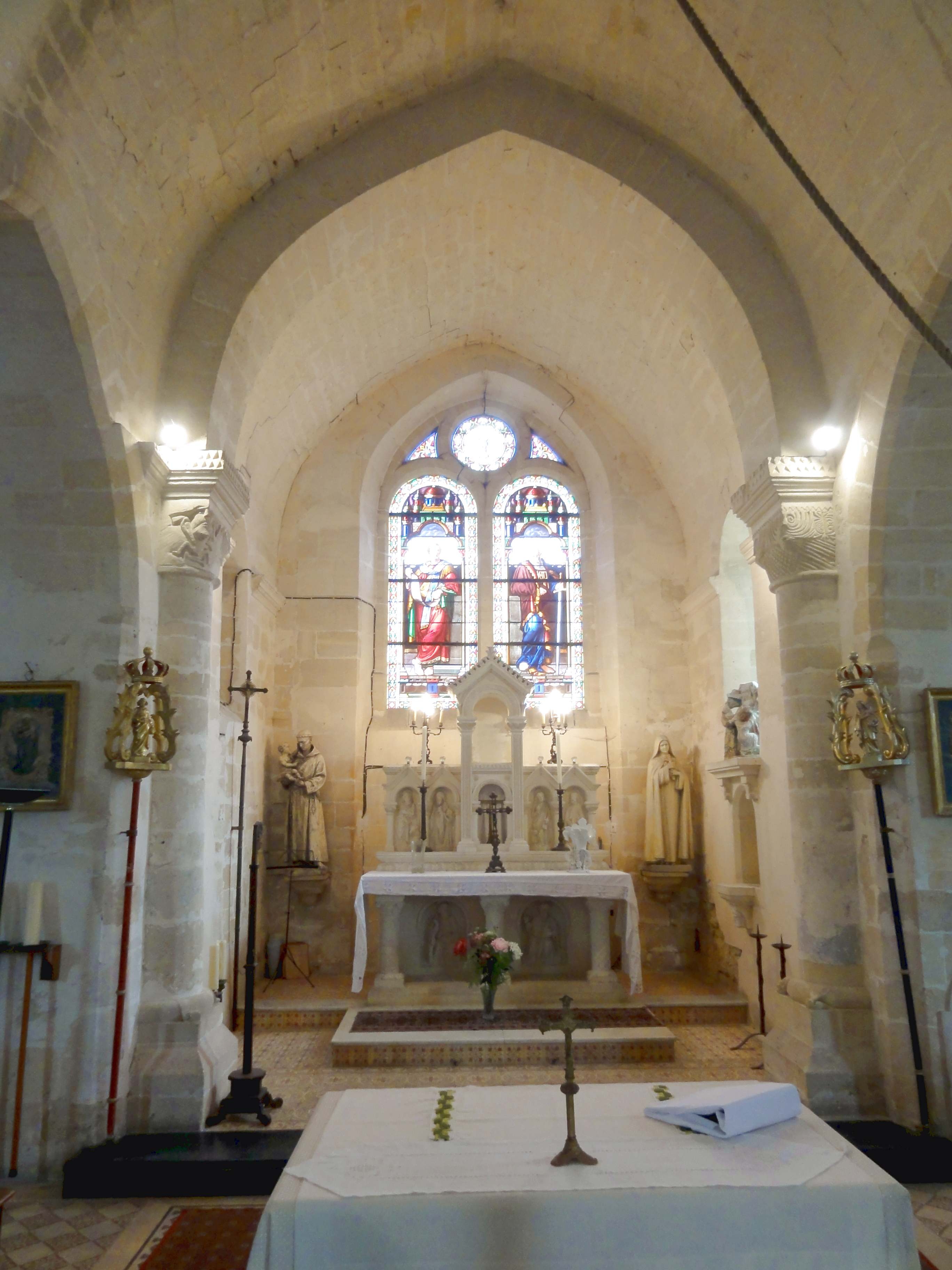
Vue vers l'est.
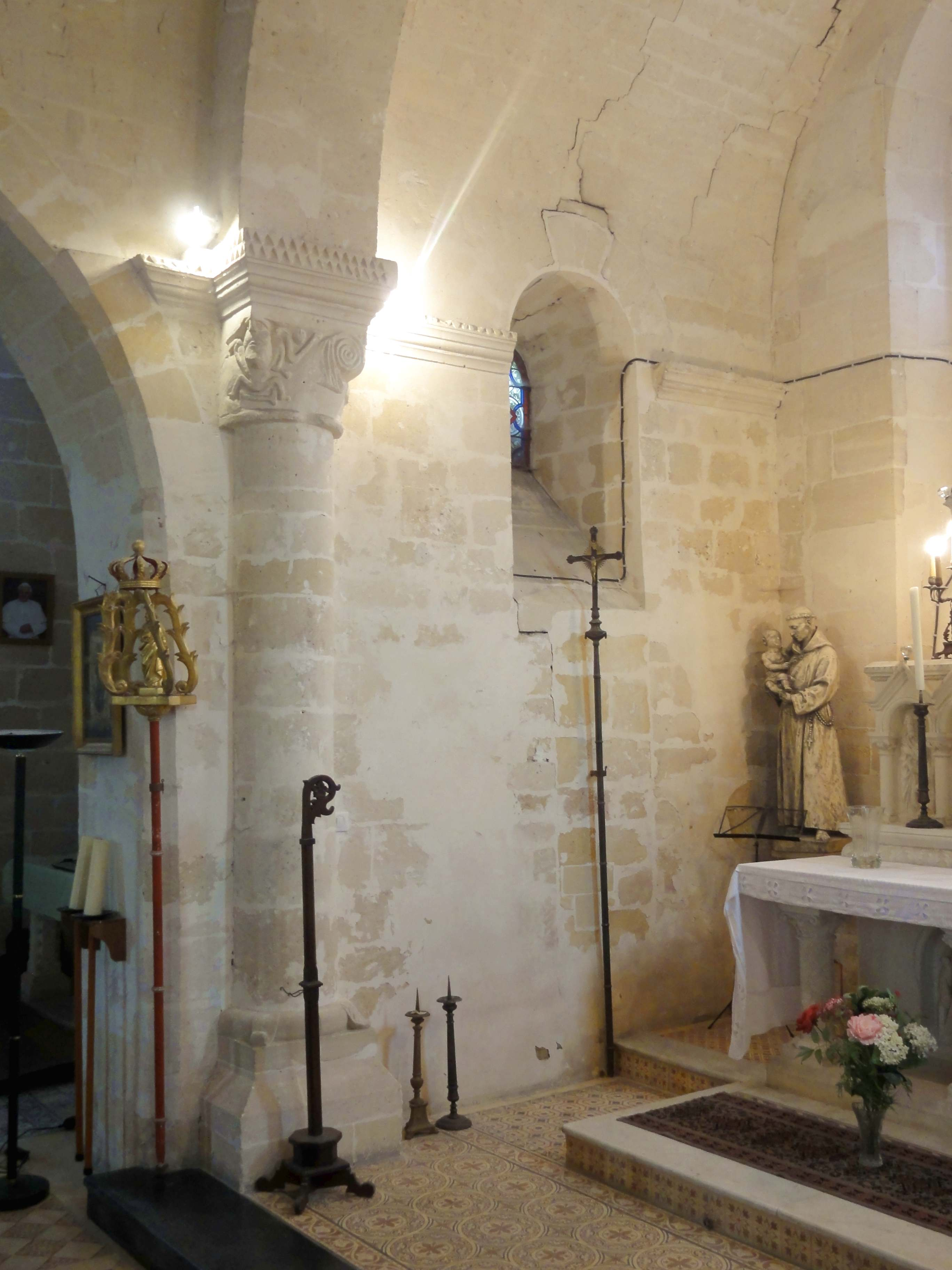
2e travée, vue vers le nord.
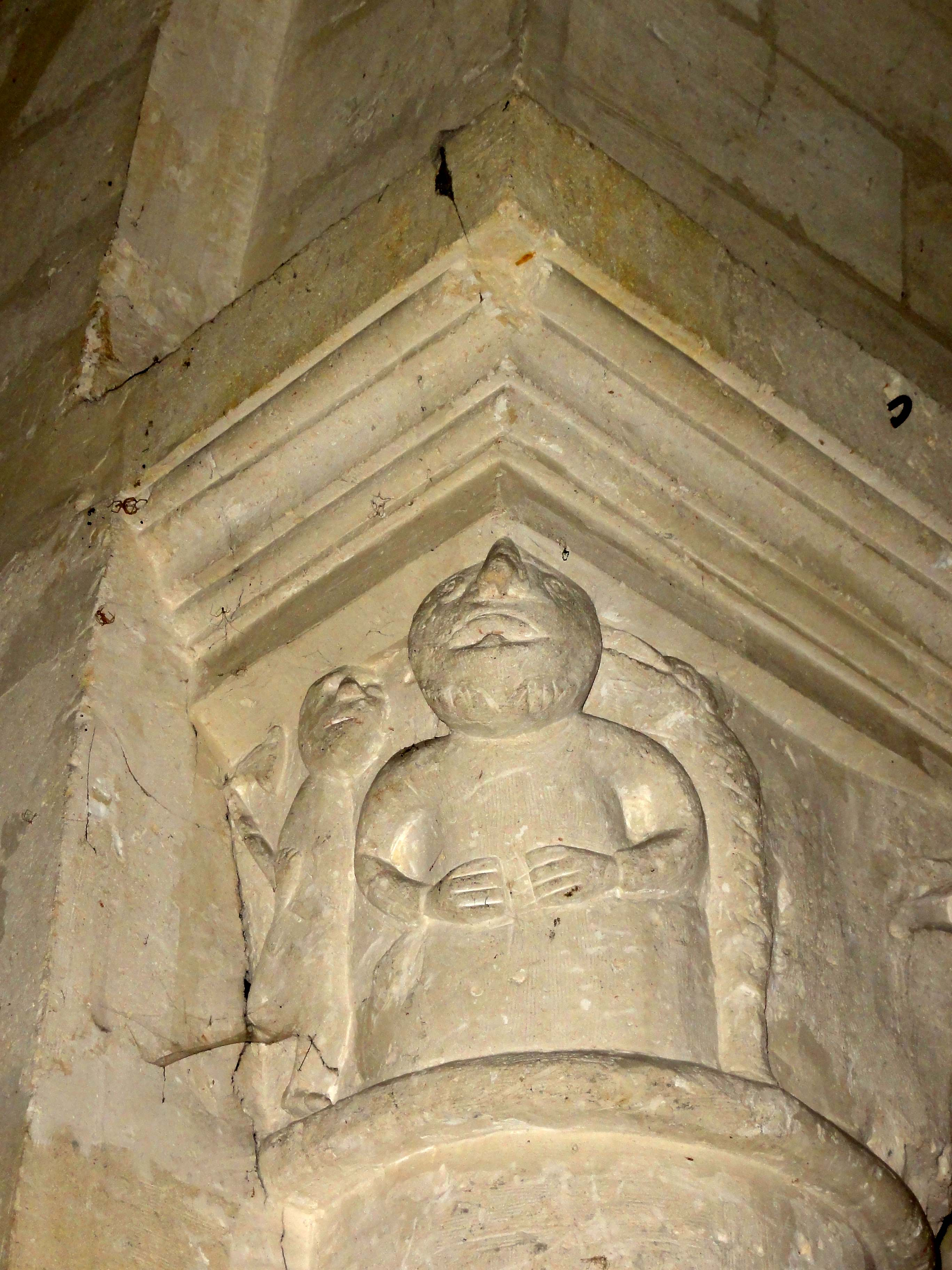
Arc triomphal, chapiteau côté nord.
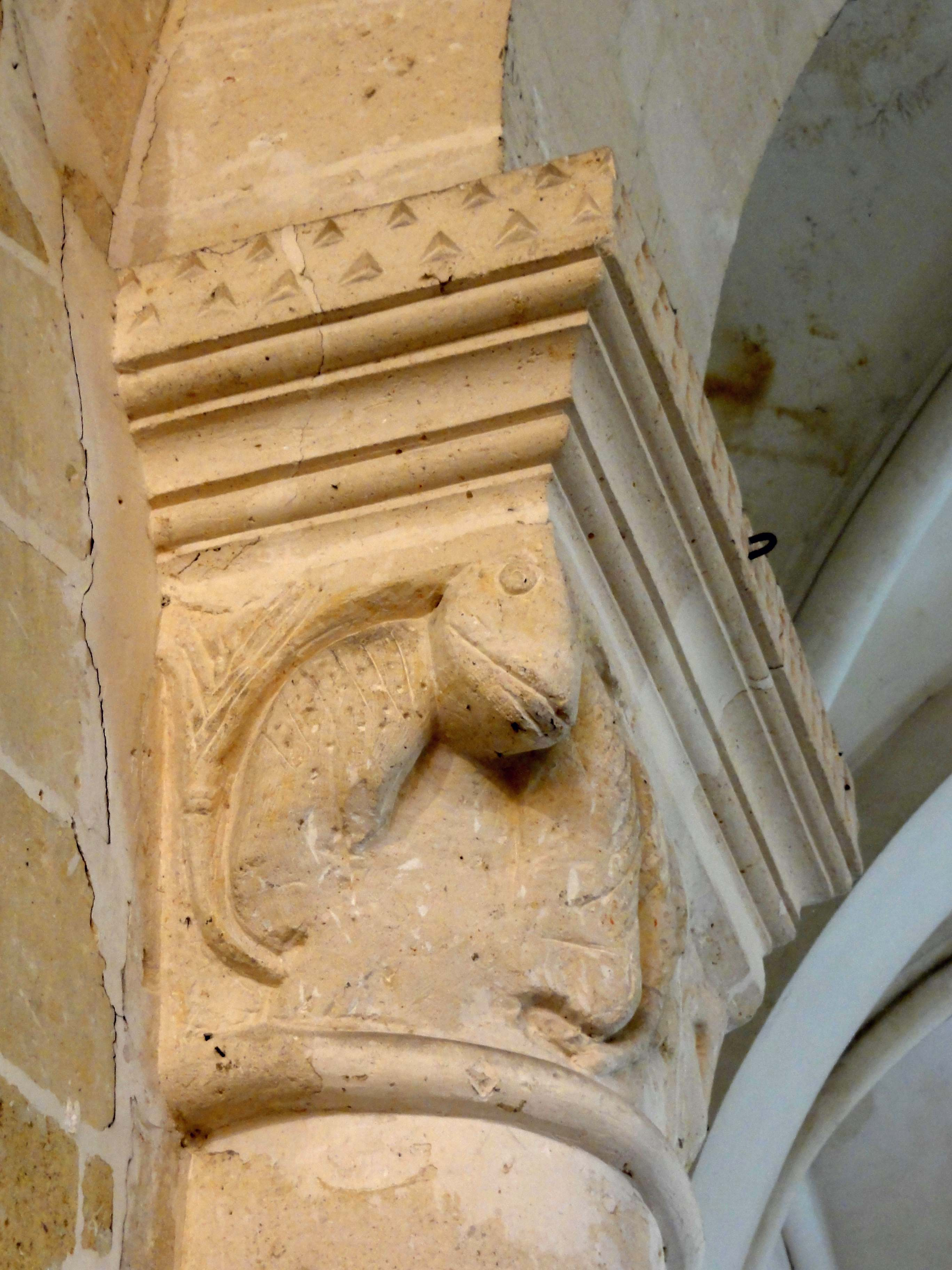
Arc triomphal, chapiteau côté sud.
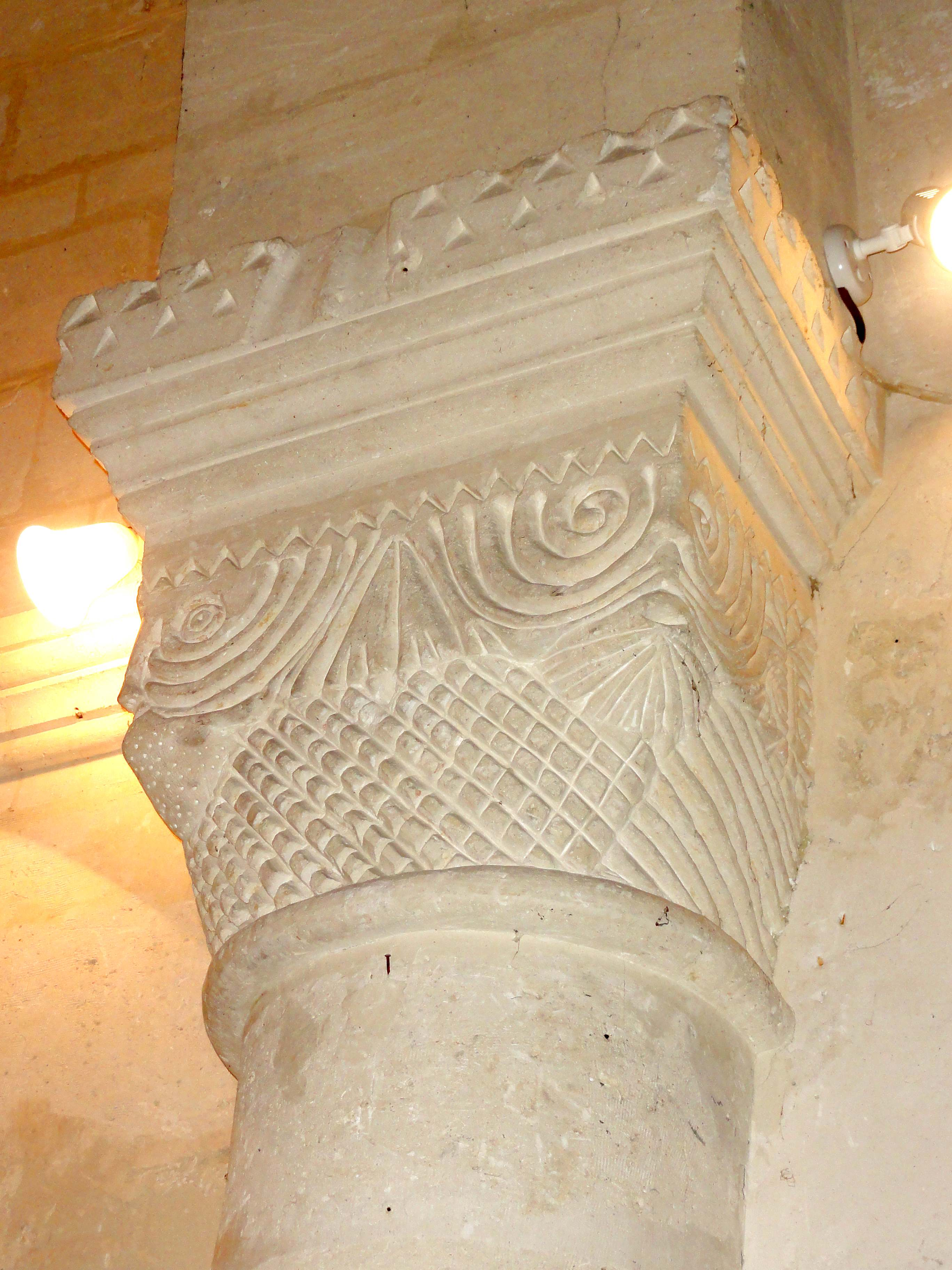
Doubleau intermédiaire, chapiteau côté sud.
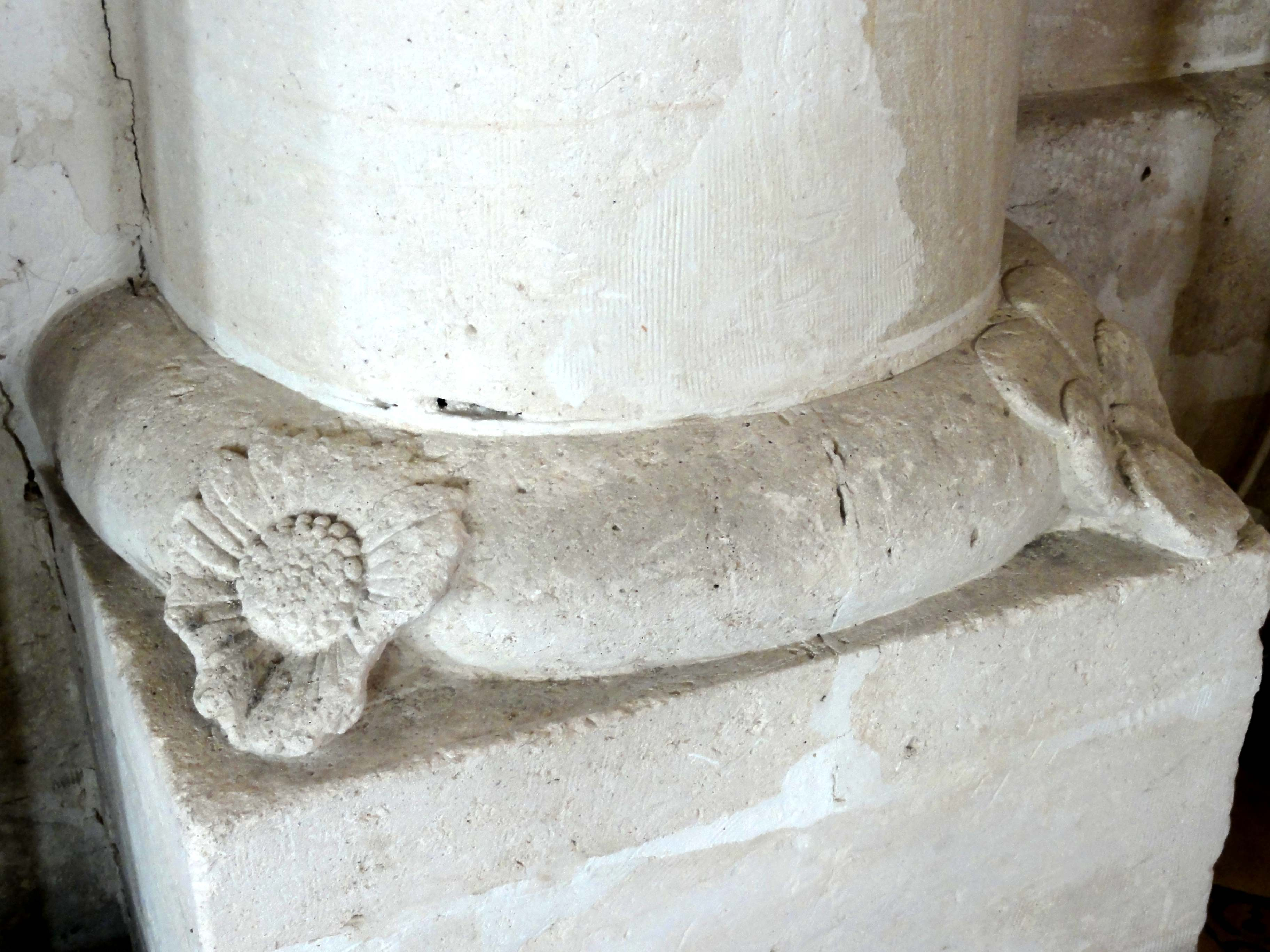
Base de l'arc triomphal.

#### Croisillons

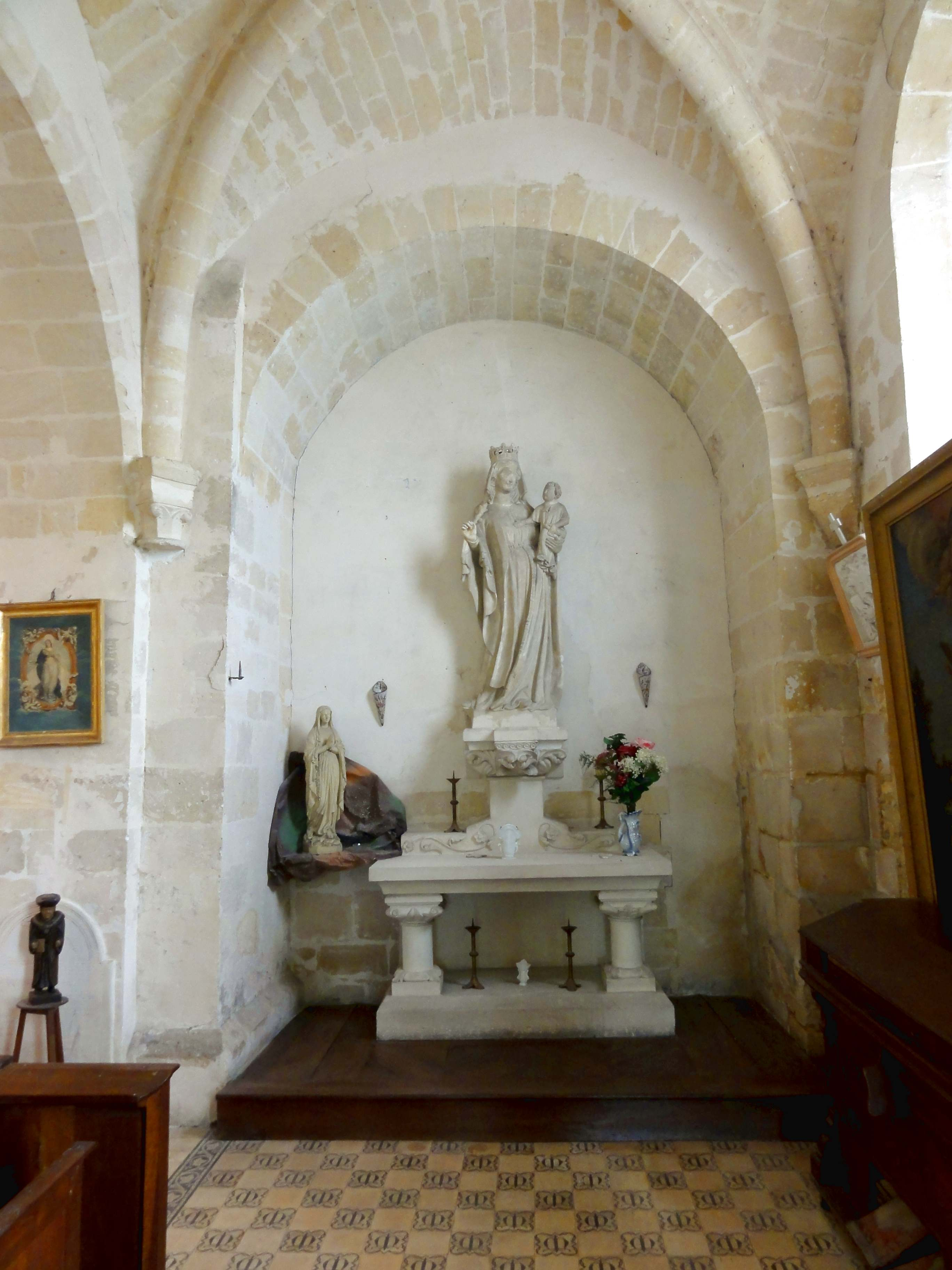
Croisillon sud.

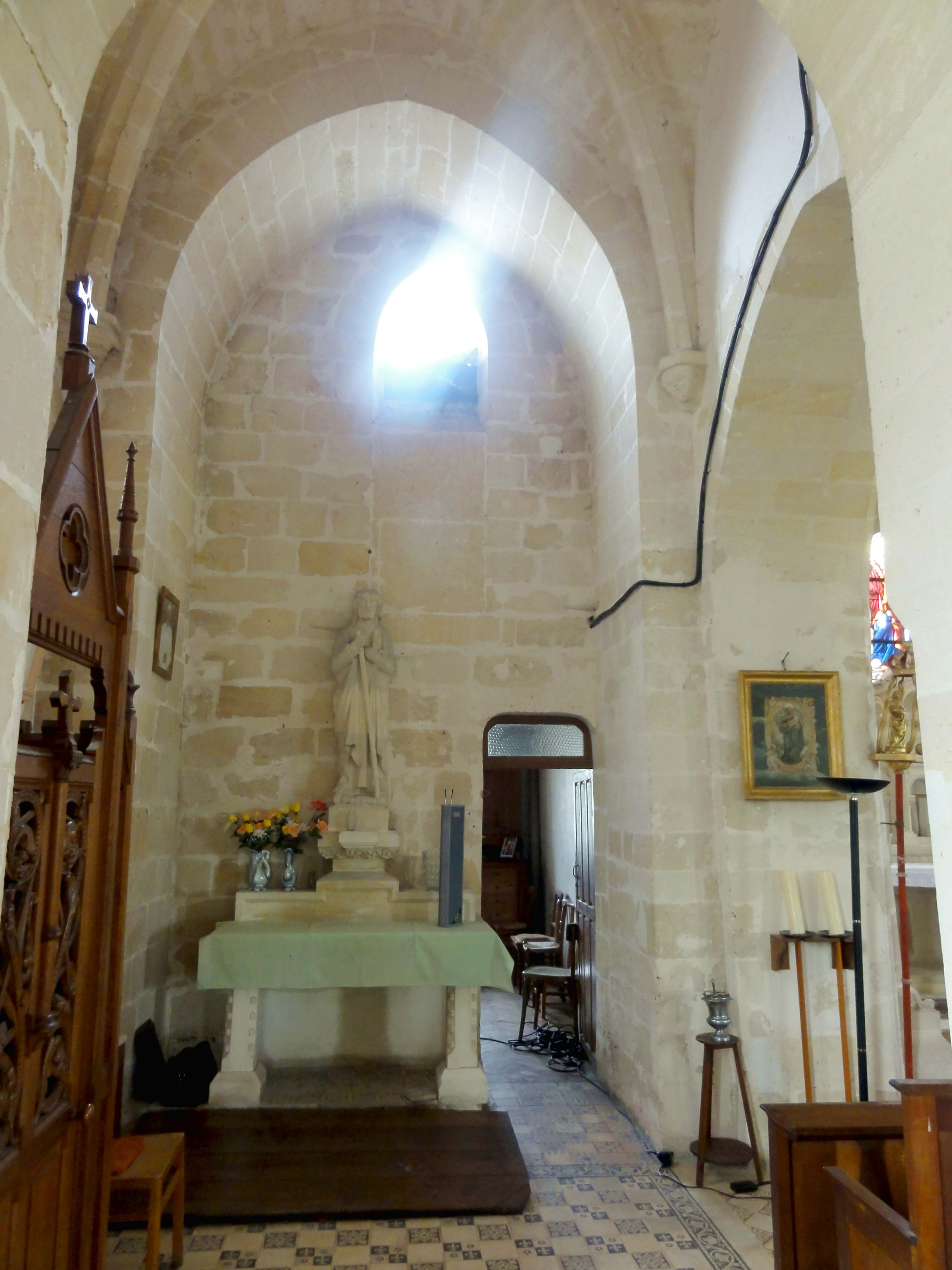
Croisillon nord.

Les deux croisillons ou chapelles semblent postérieurs au chœur : le croisillon sud est voûté d'ogives dès l'origine, la sculpture de ses quatre chapiteaux et culs-de-lampe est plus évolué que dans le chœur, et la niche d'autel du croisillon nord est en arc brisé, alors que celle du croisillon sud est en plein cintre, tout comme par ailleurs sa voûte d'ogives. Les niches d'autel ont environ un mètre de profondeur. Celle du sud est dépourvue de fenêtre. Il n'y a pas d'impostes pour séparer la voûte des murs latéraux. De telles niches d'autel sont rares dans la région. Pour le département de l'Oise, en dehors du territoire de l'ancien diocèse de Soissons, Eugène Lefèvre-Pontalis, ne cite que les chœurs de Nogent-sur-Oise et Villers-Saint-Paul. On peut néanmoins ajouter les chapelles ou croisillons du prieuré de Bray (commune de Rully), Domont, Lavilletertre, Pondron, Puiseux-Pontoise, Saint-Vaast-lès-Mello, Santeuil et Vernouillet.
Le croisillon sud, en même temps chapelle de la Vierge Marie, est établi dans le prolongement du bas-côté sud, s'ouvre par une étroite arcade en plein cintre sans caractère, qui est désaxée vers la gauche (vers le nord). Au nord du croisillon, l'arcade le faisant communiquer avec le chœur est presque aussi large que la travée n'est profonde, ce qui explique la transformation des deux chapiteaux de ce côté en culs-de-lampe par la suppression de leurs fûts. À l'est, la niche d'autel, en plein cintre, est légèrement moins large que le croisillon lui-même, et également un peu moins élevé. Au sud, il y aurait eu de la place pour des colonnettes à chapiteaux, mais l'architecte à d'emblée prévu des culs-de-lampe, comme l'indique la forme des corbeilles. La fenêtre méridionale, en plein cintre, paraît bien trop grande pour être romane. Les ogives sont au profil d'un gros tore, comme déjà au premier quart du XIIe siècle dans l'église Saint-Étienne de Beauvais. Les formerets font défaut. Les arcs d'inscription de la voûte sont en plein cintre. La clé de voûte est une petite rosace à deux rangs de pétales. Les tailloirs sont sommairement moulurés d'une plate-bande, d'un chanfrein et d'une autre plate-bande. Les corbeilles sont épannelées à quatre ou cinq pans, et gravées de lignes en segments de cercle près des tailloirs pour suggérer des feuilles plates, ou sculptées de volutes d'angle stylisées. Il n'y a plus de restes des bases.
Le croisillon nord diffère de son homologue au sud par sa niche d'autel en berceau brisé, par sa voûte aux arcs d'inscription en tiers-point, et par ses deux fenêtres sous la forme de petites lancettes simples également en tiers-point, soit une au nord et une à l'est, dans la niche. Sa partie inférieure est bouchée, car la sacristie se situe juste derrière. Elle est desservie par une petite porte à droite dans la niche. La voûte est également dépourvue de formerets, et ses supports sont aussi des culs-de-lampe, et paraissent l'avoir toujours été depuis le revoûtement à la période flamboyante. Les ogives affichent un profil prismatique rudimentaire, composé d'un filet entre deux chanfreins et deux cavets. La clé de voûte est un disque arborant une rosace à trois rangs de pétales, d'une facture vulgaire. Les tailloirs sont à angle abattu, et profilés d'une plate-bande et d'un chanfrein au nord, et d'une plate-bande seule au sud, où ils semblent avoir été refaits. Les corbeilles sont sculptées de têtes humaines d'une facture réaliste, mais un peu schématique.

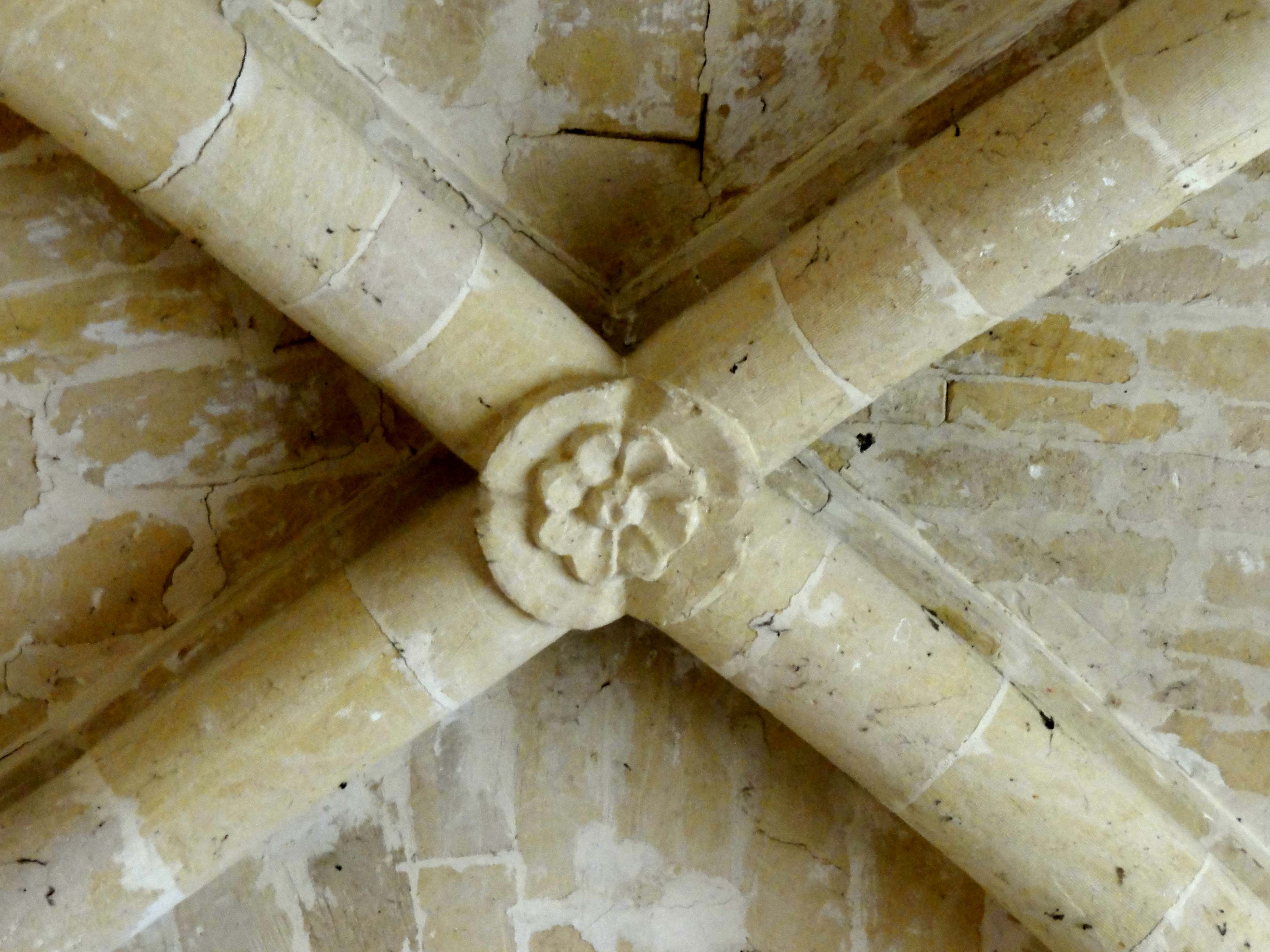
Croisillon sud, clé de voûte.
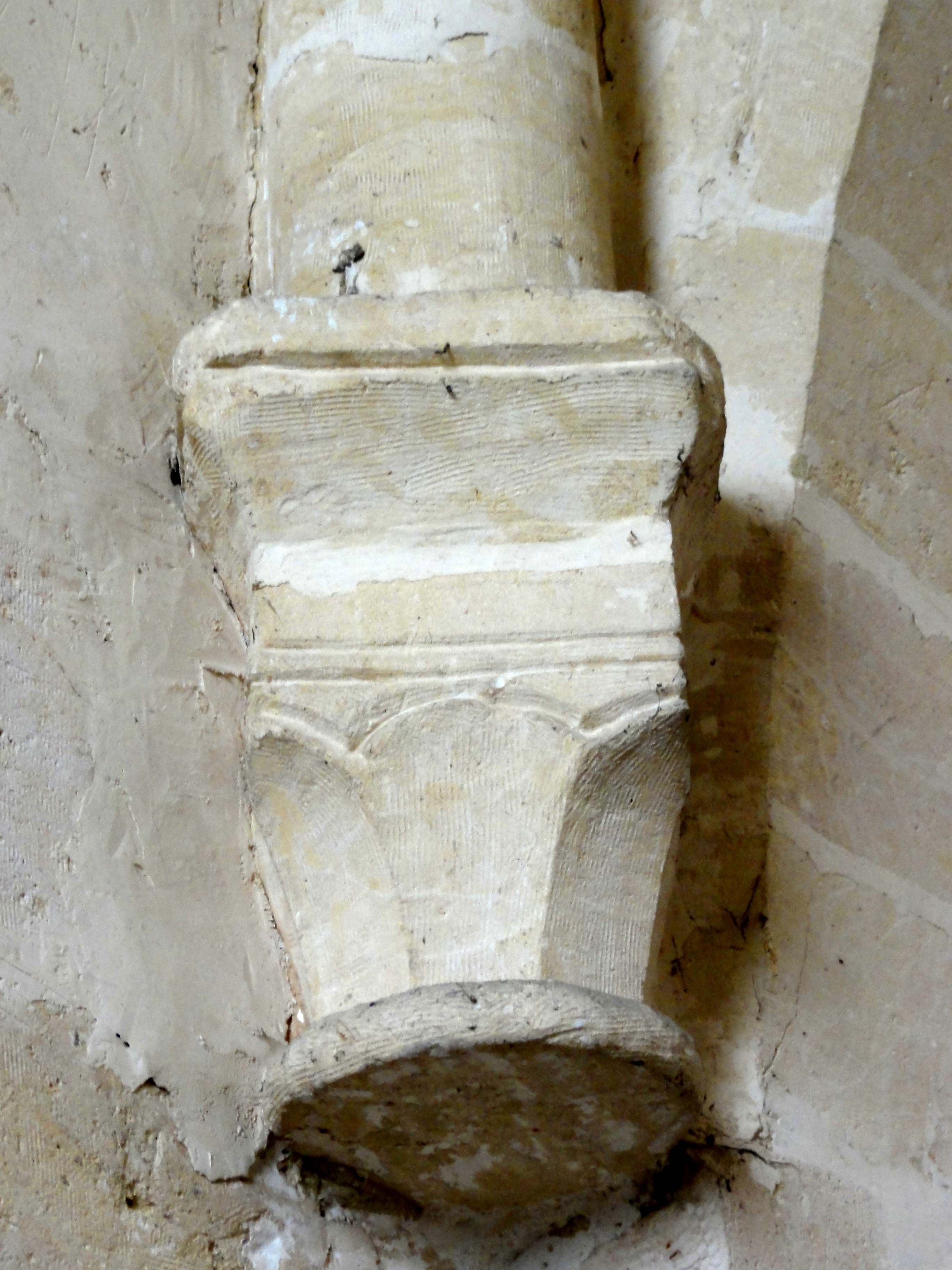
Croisillon sud, chapiteau dans l'angle nord-ouest.
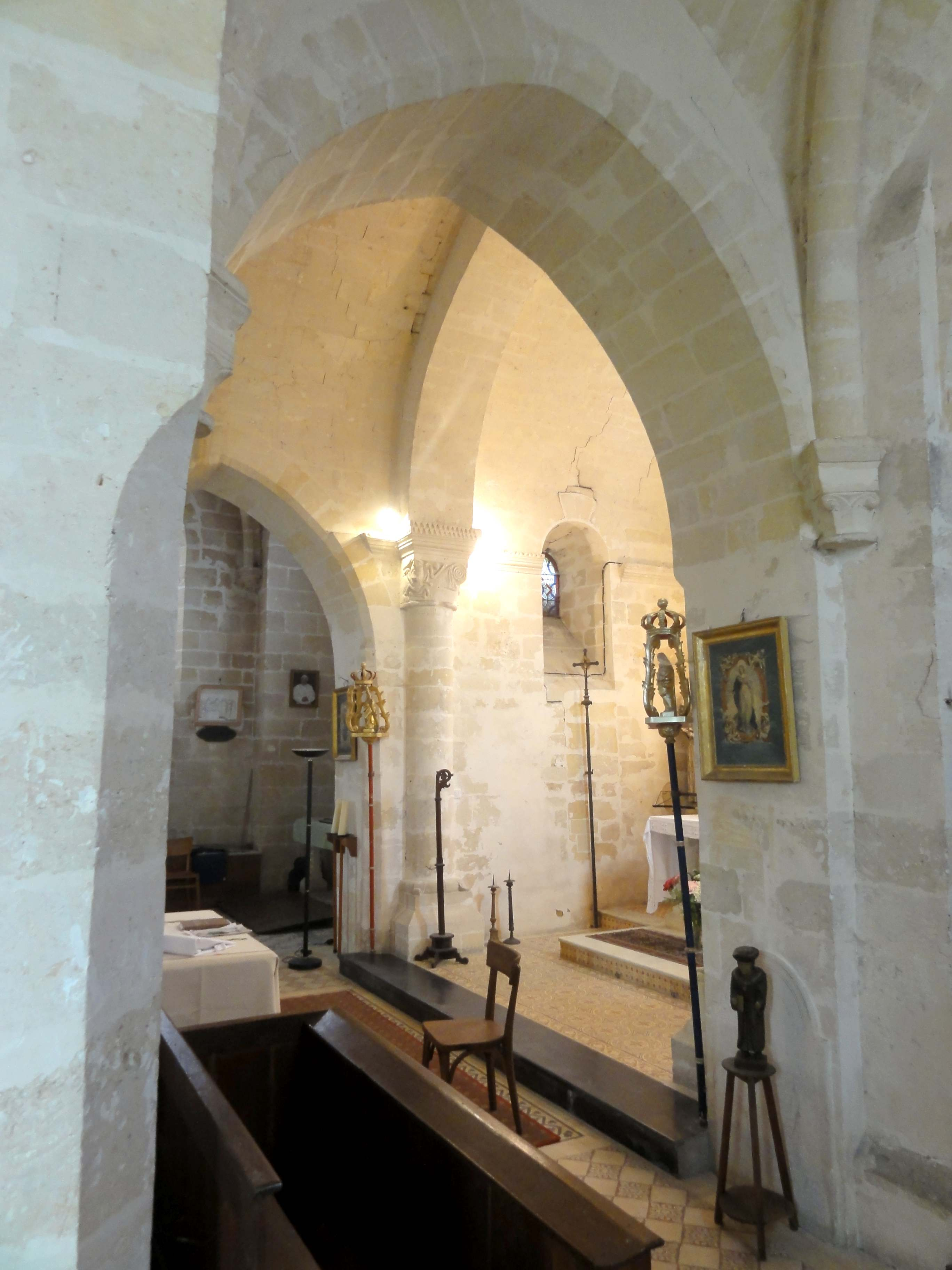
Croisillon sud, vue vers le nord dans le chœur.
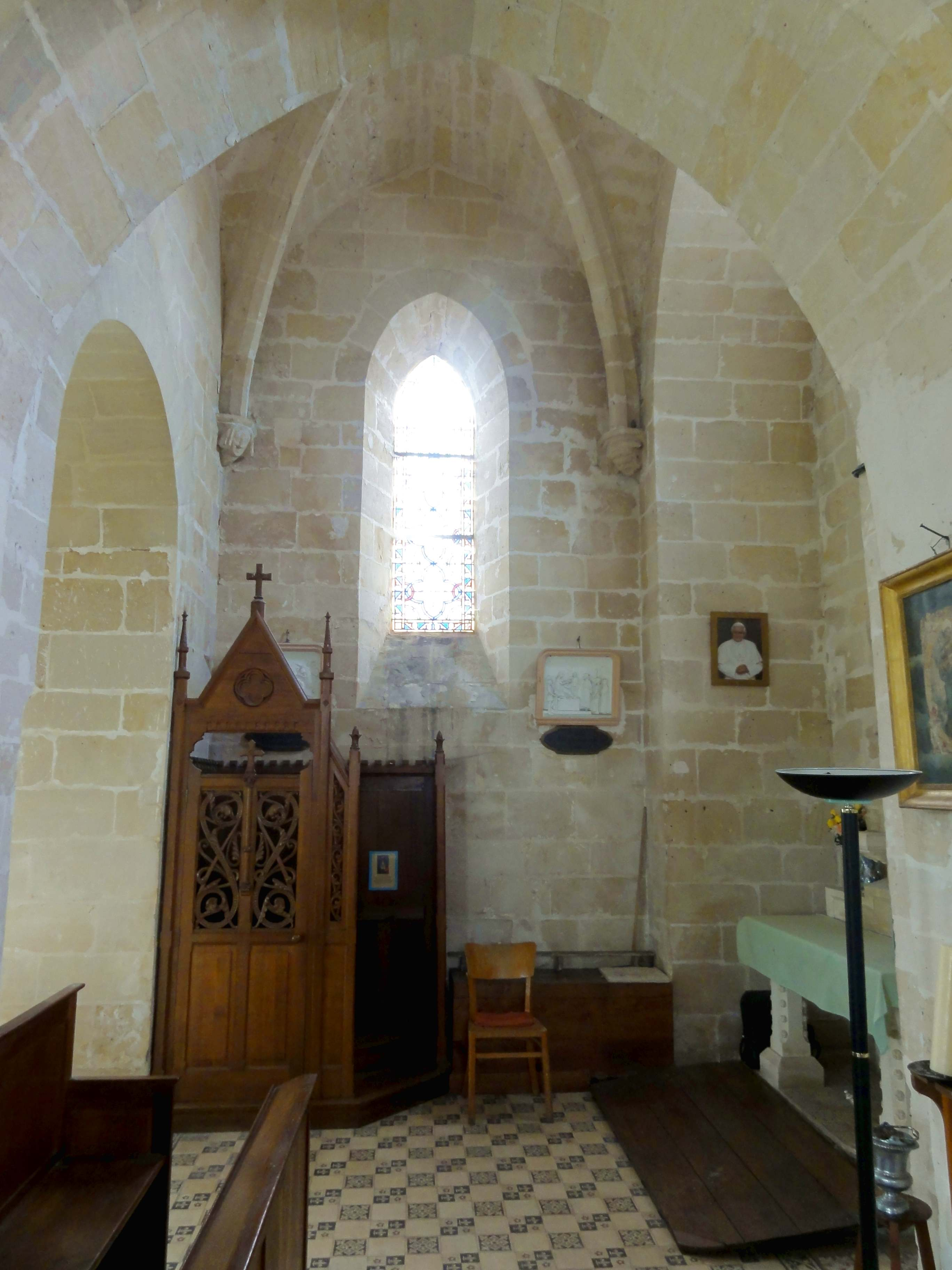
Croisillon nord, vue vers le nord.
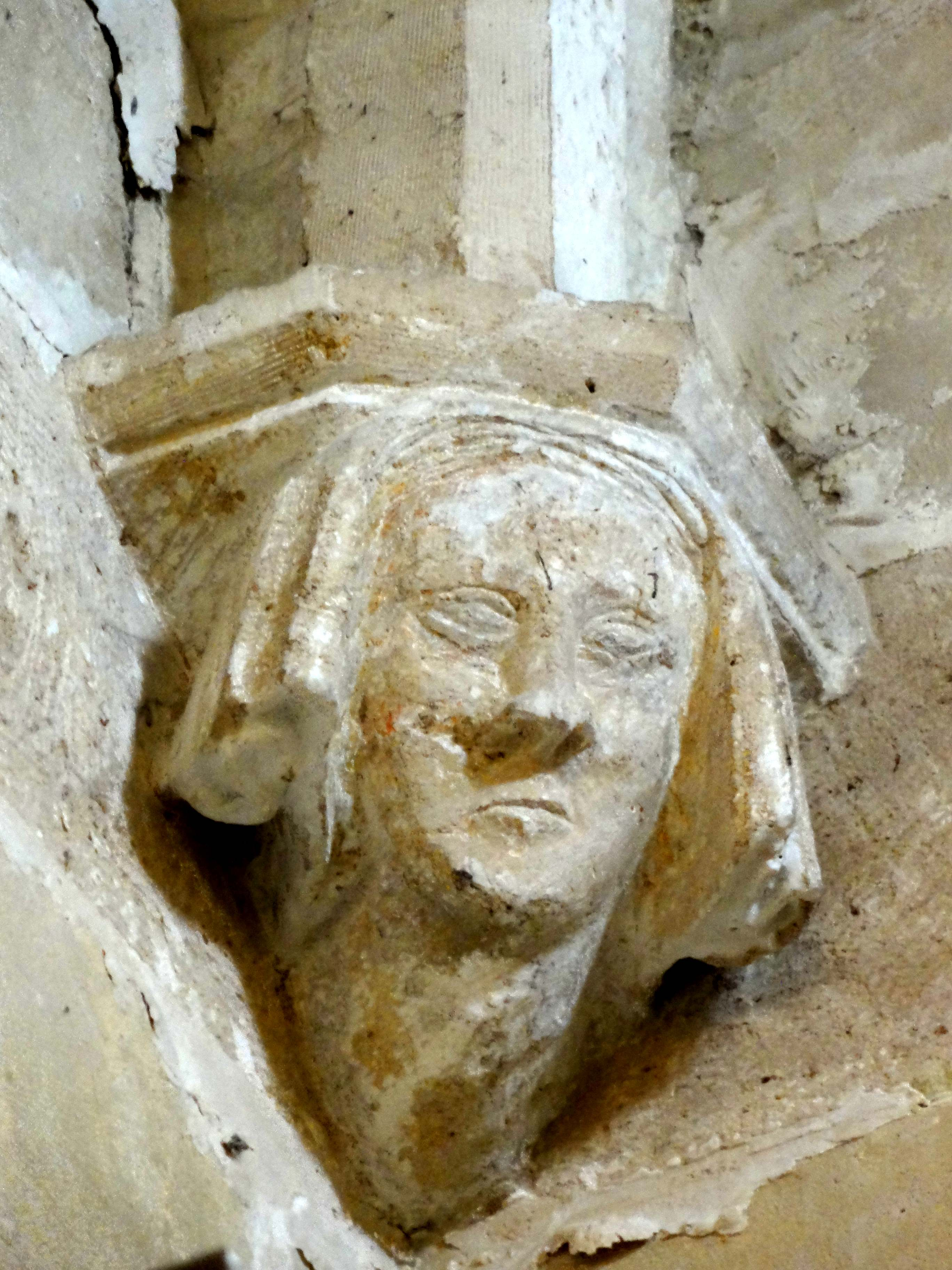
Croisillon sud, cul-de-lampe au nord-ouest.
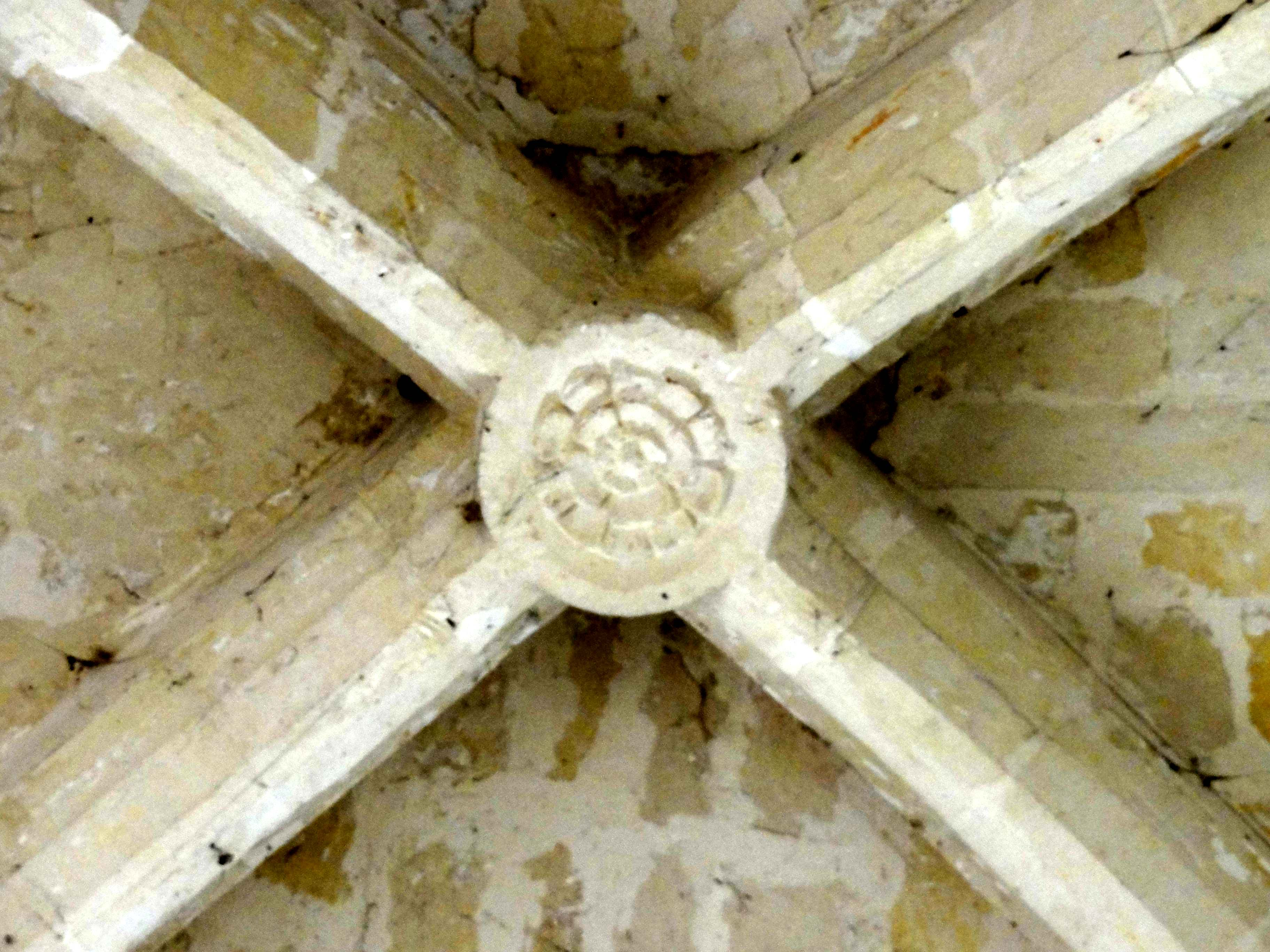
Croisillon nord, clé de voûte.

### Extérieur

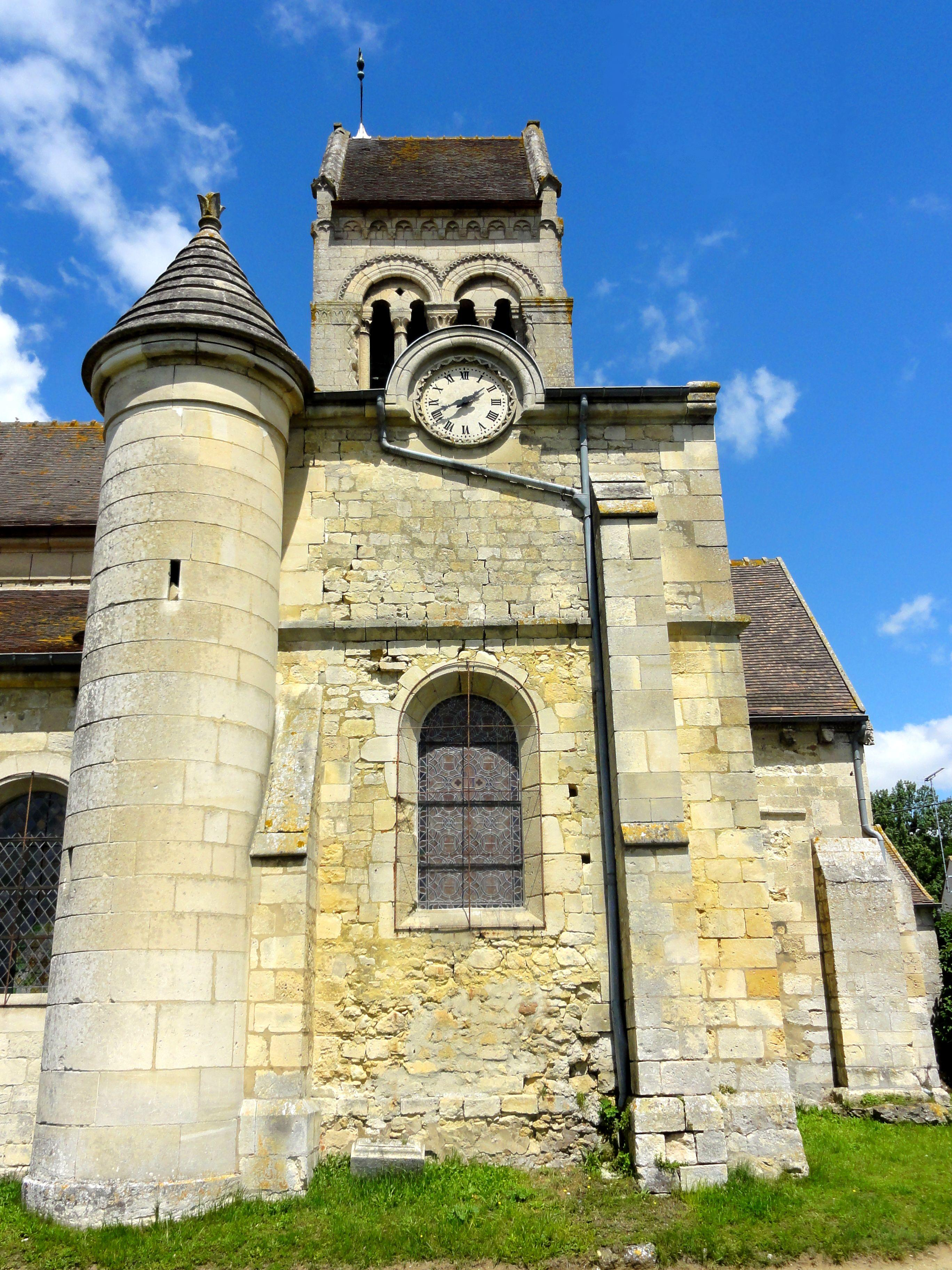
Croisillon sud et clocher.

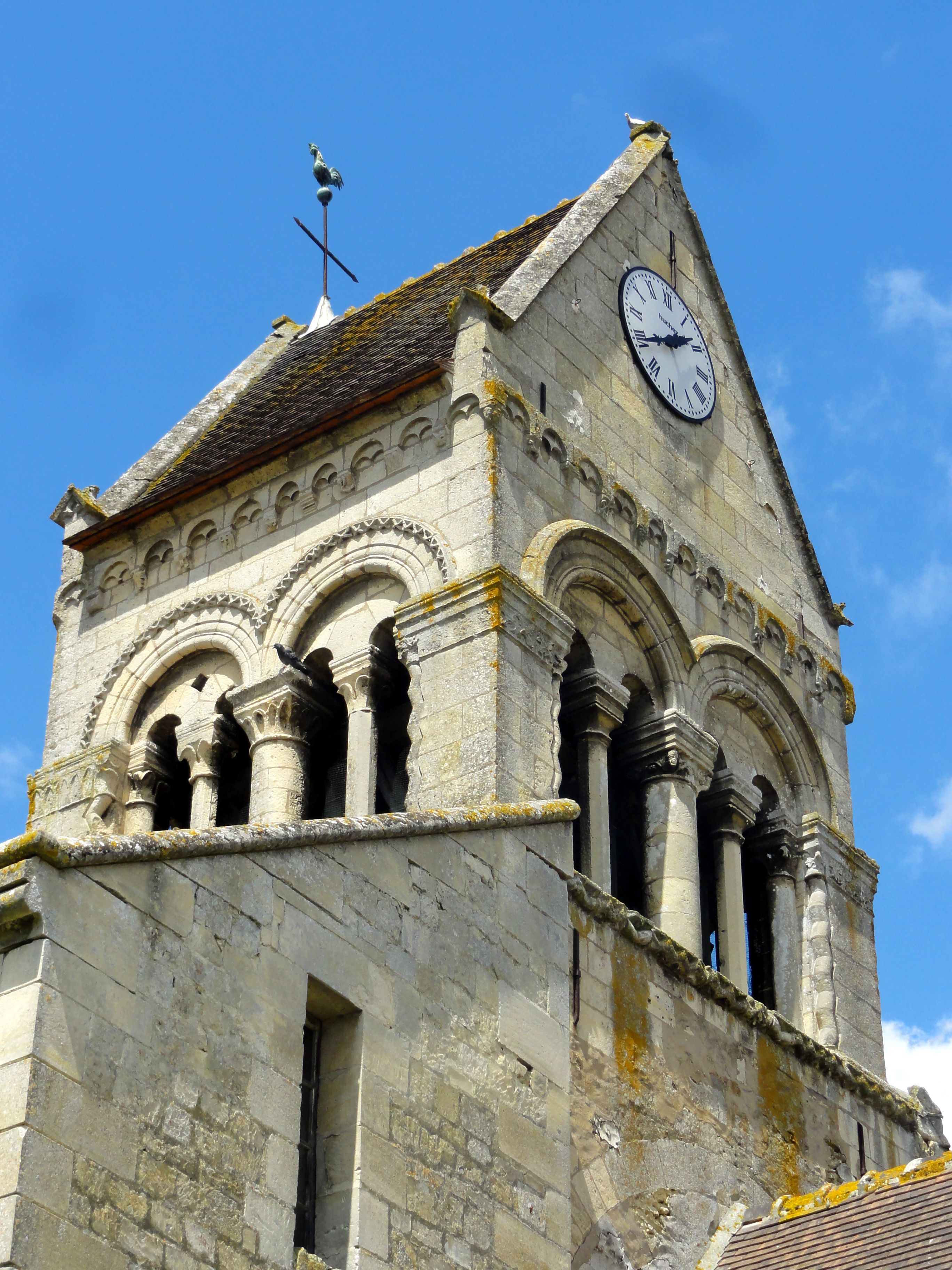
Clocher, côté sud-est.

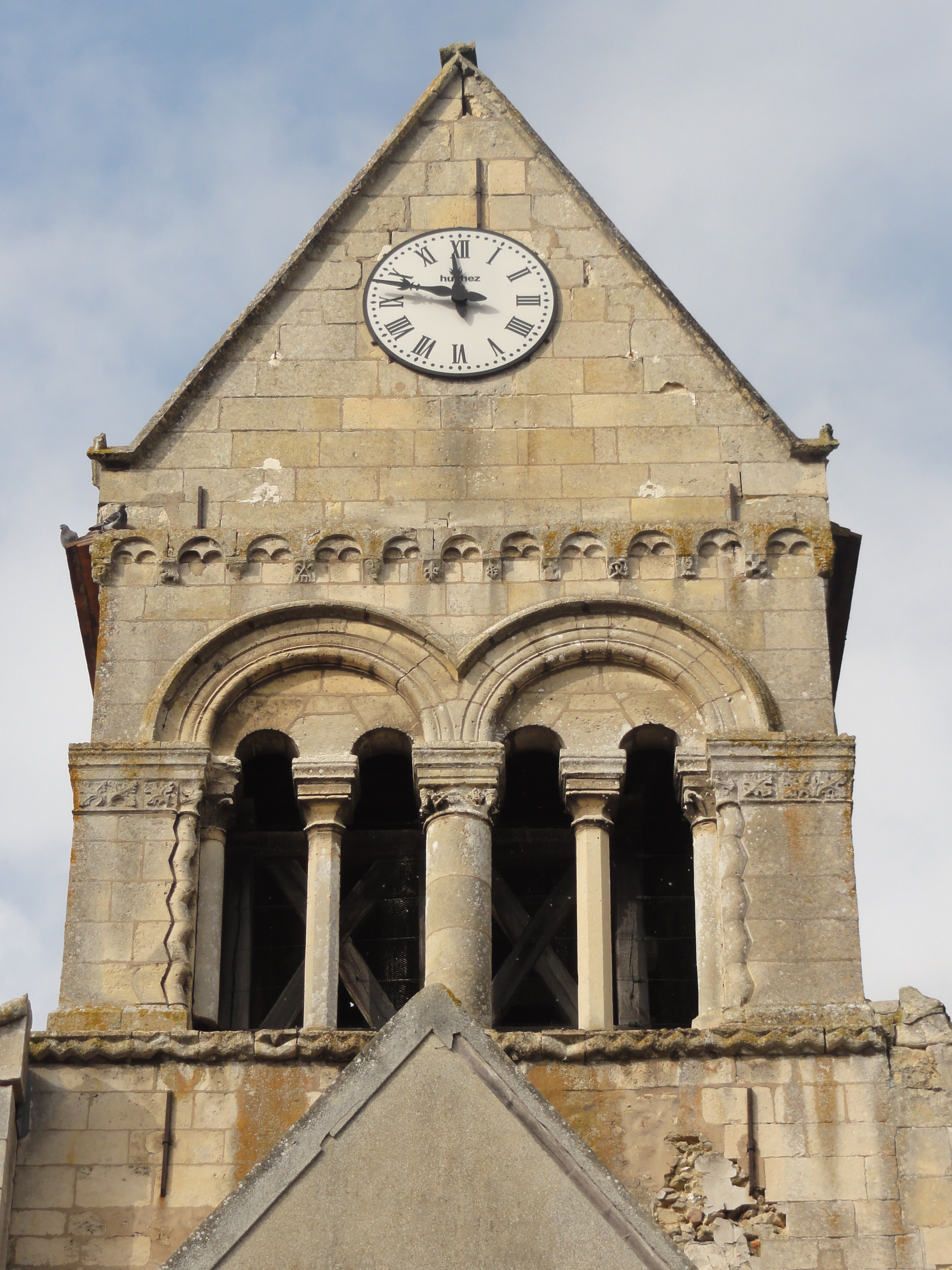
Clocher, côté est.

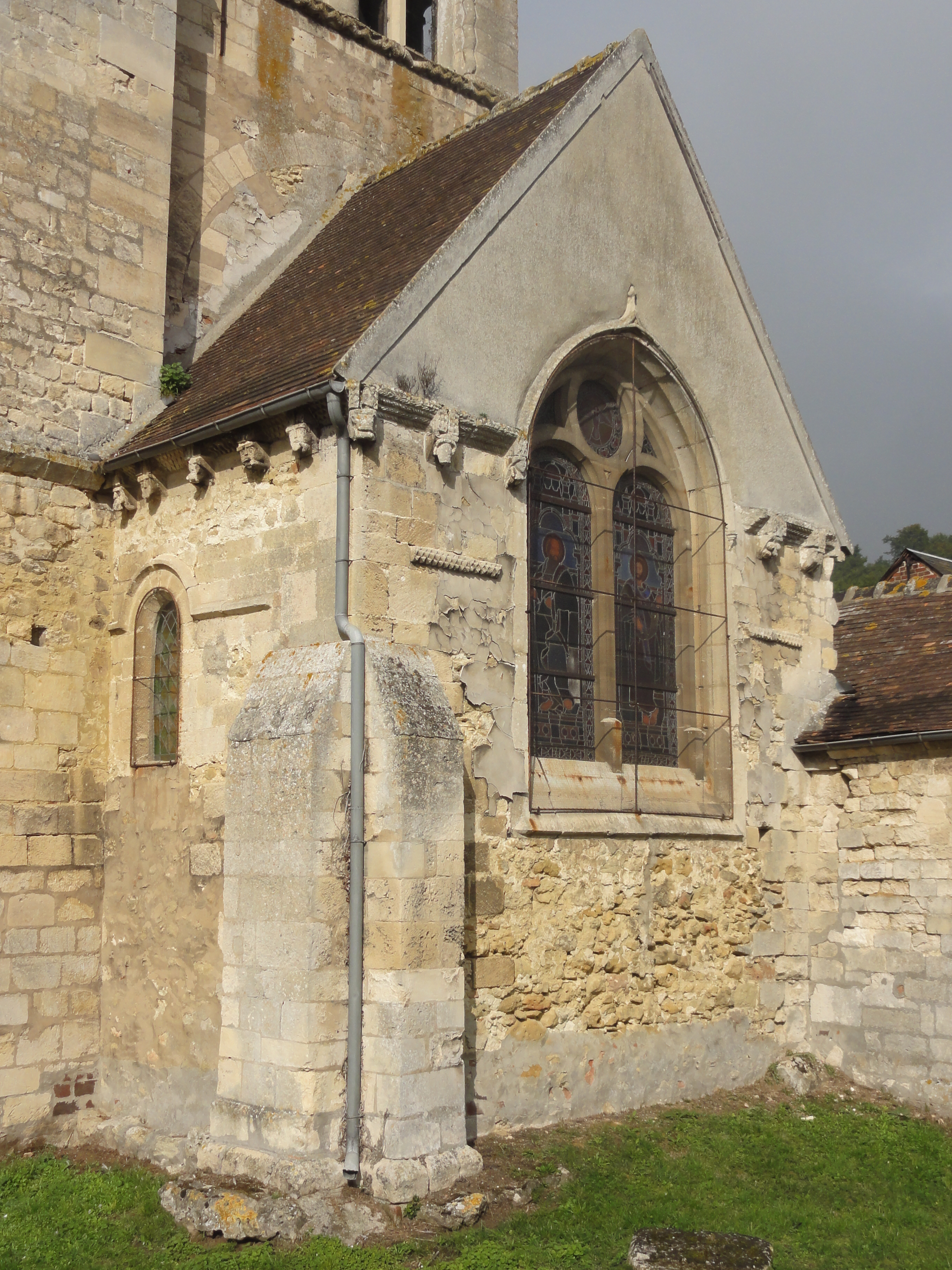
Chœur, vue depuis le sud-est.

À l'extérieur, seul l'étage de beffroi du clocher et la seconde travée du chœur, hormis le pignon et la fenêtre du chevet, restent authentiquement romans. Les autres parties sont dénuées d'intérêt, mais le croisillon nord a tout au moins été épargné par les restaurateurs du XIXe siècle, et présente un appareil en pierre de taille très régulier. Ses deux contreforts orthogonaux par angle se retraitent une fois grâce à un fruit, et s'amortissent par un glacis formant larmier. On ne décèle pas, à l'extérieur, la présence d'une niche d'autel. Le croisillon sud possède un appareil hétérogène. Dans son état actuel, il est le fruit de plusieurs reprises. Les contreforts d'origine avaient déjà disparu lors du passage d'Eugène Woillez dans les années 1840. Ensuite, la construction de la tourelle d'escalier et de la chambre du sonneur à l'étage, sans aucun respect pour l'architecture d'origine, ont achevé de défigurer cette partie de l'église. Elle mérite néanmoins toujours l'attention grâce à la décoration abondante de l'étage de beffroi du clocher et du chœur. Du premier étage du clocher, l'on ne voit qu'un arc de décharge en plein cintre du côté est. Le toit en bâtière paraît néo-roman.
Par l'agencement des baies de l'étage de beffroi, le clocher de Labruyère se rattache au même groupe qu'Auger-Saint-Vincent, Béthisy-Saint-Martin, Bonneuil-en-Valois, Catenoy, Cauffry, Chamant, Frocourt, Jaux, Glaignes, Heilles, Marissel (tour centrale), Marolles, Ménévillers, Morienval (tour occidentale), Orrouy, Saintines et Saint-Vaast-de-Longmont. Chacune de ses faces est ajourée de deux baies en plein cintre géminées, dont chacune est réséquée en deux étroites arcades grâce à une colonnette centrale et un tympan ajouré. Comme à Saint-Vaast-de-Longmont, le trumeau central est une grosse colonne à chapiteau partagée par les archivoltes des deux baies et les petites arcades, tandis que des paires de fines colonnettes sont disposées à gauche et à droite. De ce fait, la colonnette médiane des baies est désaxée vers l'intérieur, et le tympan est dissymétrique. Les grosses colonnes apparaissent également sur l'étage supérieur du clocher de Nogent-sur-Oise, mais ici, les baies sont sans subdivision. Les archivoltes des baies sont moulurées de deux tores accolés, ce qui est atypique, et surmontées d'un bandeau mouluré en forme de sourcil (à l'est), ou d'un bandeau de fleurs de violette excavées (sur les trois autres faces). Elles constituent l'un des motifs ornementaux les plus répandus dans la région au XIIe siècle, et apparaissent au chevet de Bailleval, sur le portail sud de Bury, au-dessus des fenêtres au nord de la nef de Cambronne-lès-Clermont, sur l'étage supérieur du clocher de Nogent-sur-Oise, sur les portails occidentaux de Nointel et Saint-Vaast-lès-Mello, au-dessus des fenêtres de façade de Saint-Vaast-de-Longmont, etc. Ces archivoltes retombent sur une tablette moulurée, qui fait le tour de l'étage au niveau des tailloirs des colonnes et colonnettes. Le profil de cette tablette et de ces tailloirs est d'une hauteur considérable, et se compose, du haut vers le bas, d'une plate-bande ; d'une baguette relié à un cavet ; et d'une autre plate-bande. Les chapiteaux sont sculptés de feuilles plates, qui évoquent des godrons sur les gros chapiteaux des trumeaux, ainsi que de crochets primitifs et de compositions plus complexes, mettant en scène des têtes d'angle et divers végétaux (trumeau côté est). Certains chapiteaux ont été refaits, et ne sont pas sculptés (colonnettes isolées côté est).
Au niveau des chapiteaux, une frise de feuilles de vigne sculptées en bas-relief et vues de face court sur les murs en dessous de la tablette moulurée. À certains endroits, des feuilles simples évoquant des godrons prennent le relais. La colonne du trumeau et les colonnettes extérieures sont appareillées. Ces dernières sont torsadées, et plus particulièrement en forme de bâtons brisés, comme à l'étage du château royal de Senlis (ruiné). Les autres colonnettes sont monolithiques. Les colonnettes médianes ont des fûts octogonaux, comme sur certaines baies du clocher de Saint-Vaast-de-Longmont. Comme à Auvillers, Bonneuil-en-Valois, Chamant, Cramoisy, Heilles, Morienval, Néry, Orrouy, Saintines, Saint-Vaast-de-Longmont, etc., l'étage de beffroi est dépourvu de contreforts, et il n'y a pas non plus de colonnettes d'angle. Inférieurement, l'étage de beffroi est délimité par un rang de bâtons brisés, comme à Bonneuil-en-Valois et Courcelles-sur-Viosne. Ce motif d'origine normande est rarement employé à l'horizontale. Sans évoquer les nombreuses occurrences sur les portails, des bâtons brisés se trouvent également sur l'archivolte des baies du clocher de Courcelles-sur-Viosne, l'arc triomphal de Béthisy-Saint-Pierre et Néry, les grandes arcades de Bury ; les doubleaux du transept de Foulangues ; les arcades du rond-point de l'abside de Chars et Saint-Germer-de-Fly ; les ogives de la troisième travée d'Acy-en-Multien et de la salle à l'étage du massif occidental de Saint-Leu-d'Esserent ; dans la travée nord de l'avant-nef de la basilique Saint-Denis ; et dans la chapelle axiale de Saint-Martin-des-Champs. Également intéressant est la corniche beauvaisine qui termine l'étage, notamment pour la variété des motifs des modillons sur lesquels elle repose : têtes humaines, têtes de monstre, petit damier, fleur de lys, chapiteau à volutes d'angle, succession de fines cannelures, et divers motifs abstraits. La corniche beauvaisine se définit par des arcatures en plein cintre, qui sont réséquées en deux arcatures plus petites chacune, et retombent sur des modillons. Ce type de corniche apparaît sur la majorité des églises du XIIe siècle de la région. Par la saillie modérée de la corniche, Jean Vergnet-Ruiz la date du milieu du XIIe siècle, mais n'est pas tout à fait sûr qu'elle n'ait pas été refaite sous une restauration. Curieusement, l'auteur ne la signale que sur trois faces du clocher, alors qu'elle court tout autour.
À l'instar du croisillon sud, la deuxième travée du chœur, la seule qui est visible extérieurement, est seulement partiellement appareillée en pierre de taille, et sinon en moellons irréguliers noyés dans un mortier, notamment au chevet et en haut des murs gouttereaux, sans système apparent. Le pignon a été refait, et est entièrement enduit. Les deux angles sont flanqués par deux contreforts plats orthogonaux, qui s'estompent par un glacis à moins des deux tiers de la hauteur des murs. Comme particularité, une corniche n'est non seulement présente en haut des murs gouttereaux, mais également au chevet. Au sud, elle est formée par une tablette biseautée couverte de quatre rangs de dents de scie, qui repose sur cinq mascarons irrégulièrement espacés. Un bucrane disposé obliquement forme l'angle avec la corniche du chevet. Ici, la tablette biseautée est sculptée de quatre rangs de cordons tressés, mais des cubes également garnis de dents de scie sont positionnés au-dessus des modillons. Dans cette forme, l'un comme l'autre motif sont rares. L'on trouve des cordons tressés en un seul rang sur les clochers de Nogent-sur-Oise et Saint-Vaast-de-Longmont, et les dents de scie en un ou deux rangs sont évidemment extrêmement répandues. La corniche du chevet repose sur une tête de bélier, un personnage caricatural, cinq boules, et un couple de deux petits personnages. Elle est interrompue par la grande baie au remplage néo-Renaissance déjà signalée. Conformément aux dires de Louis Graves, elle fut initialement aménagée à la période flamboyante, comme en témoignent le bandeau prismatique sommée d'une petite accolade qui la surmonte, et les deux petits culots polygonaux sur lesquels le bandeau est réceptionné. À gauche et à droite de la baie, subsistent des sections d'une tablette sculptée de trois rangs de dents de scie, qui provient du décor de la baie primitive. Il a pu s'agir d'un triplet, comme sur les chœurs d'Avrechy, Monchy-Saint-Éloi, Noël-Saint-Martin (commune de Villeneuve-sur-Verberie) de la même époque. Au sud, la baie romane d'origine est surmontée d'un bandeau doublement biseauté en forme de sourcil, qui se poursuit latéralement au niveau des impostes.

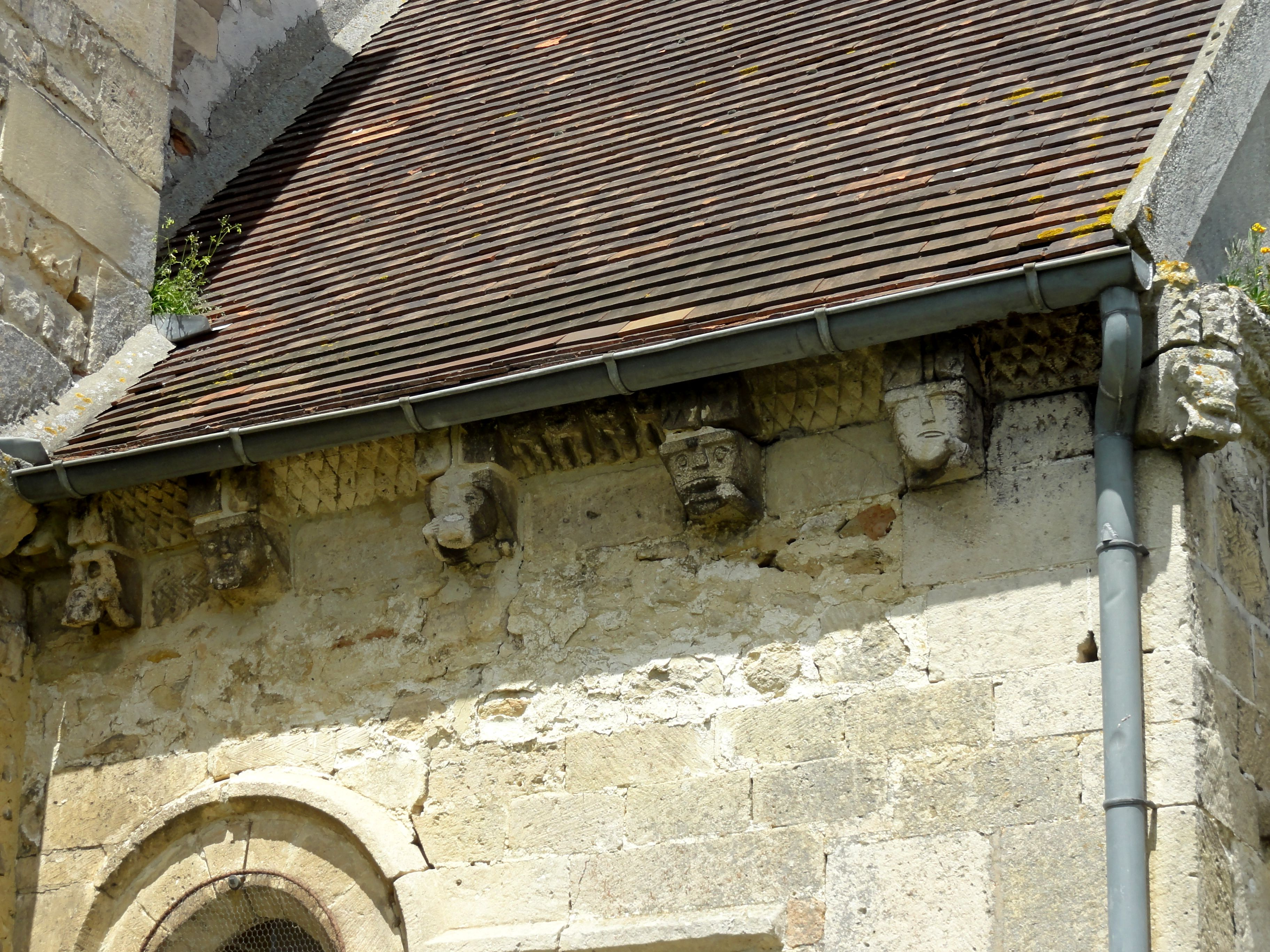
Chœur, corniche au sud.
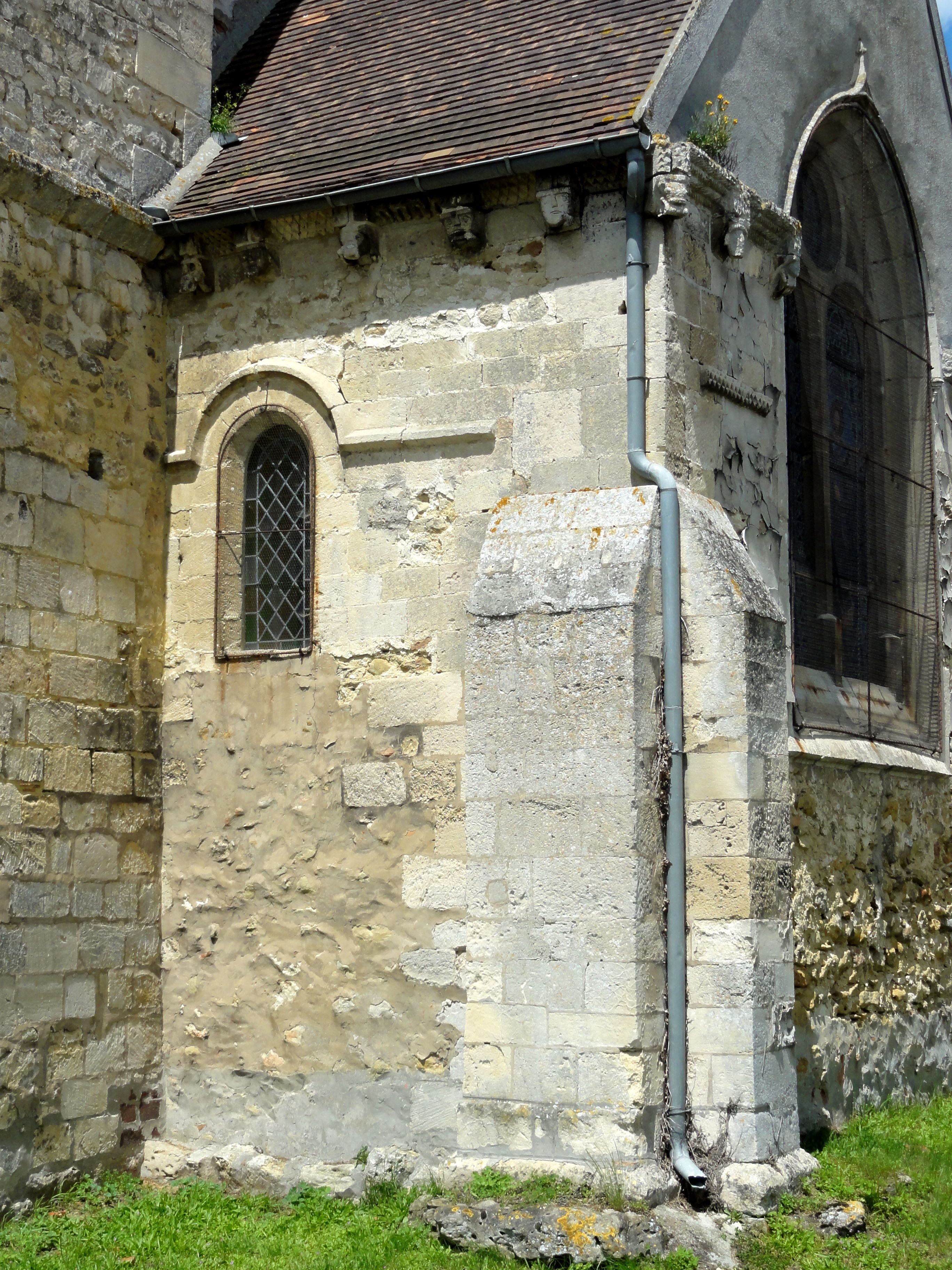
Chœur, côté sud.
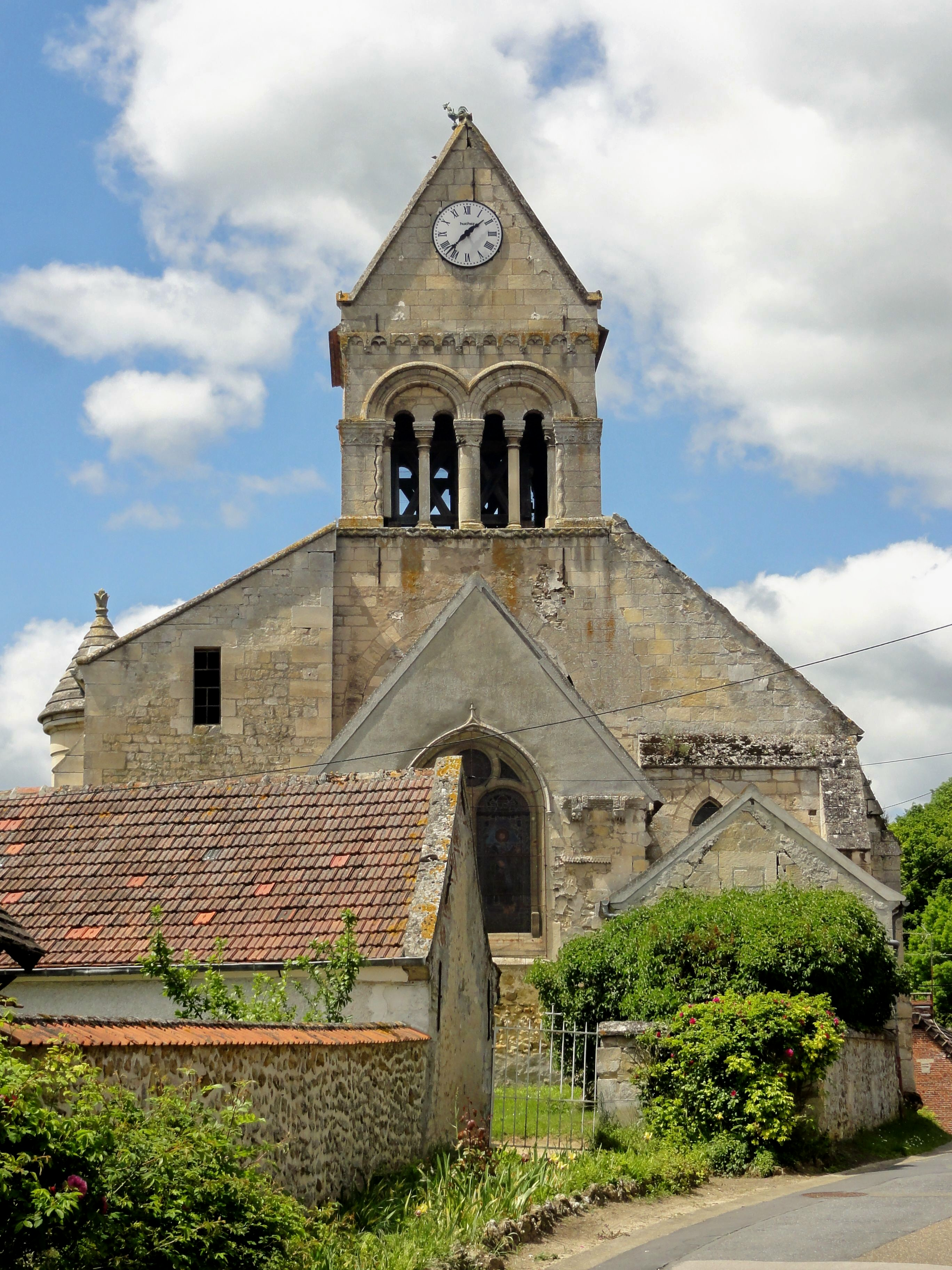
Vue générale depuis l'est.
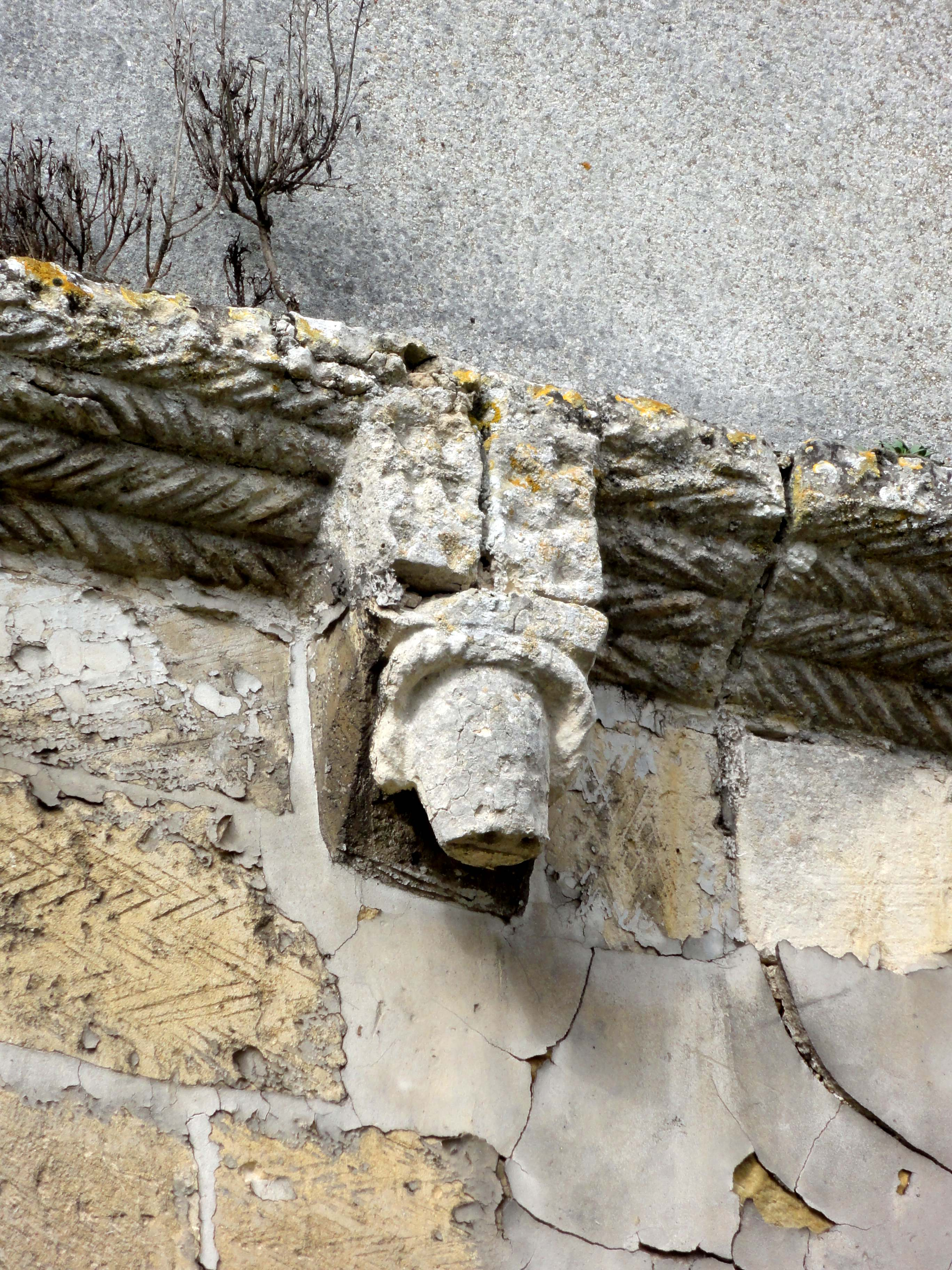
Modillon - tête de bélier.
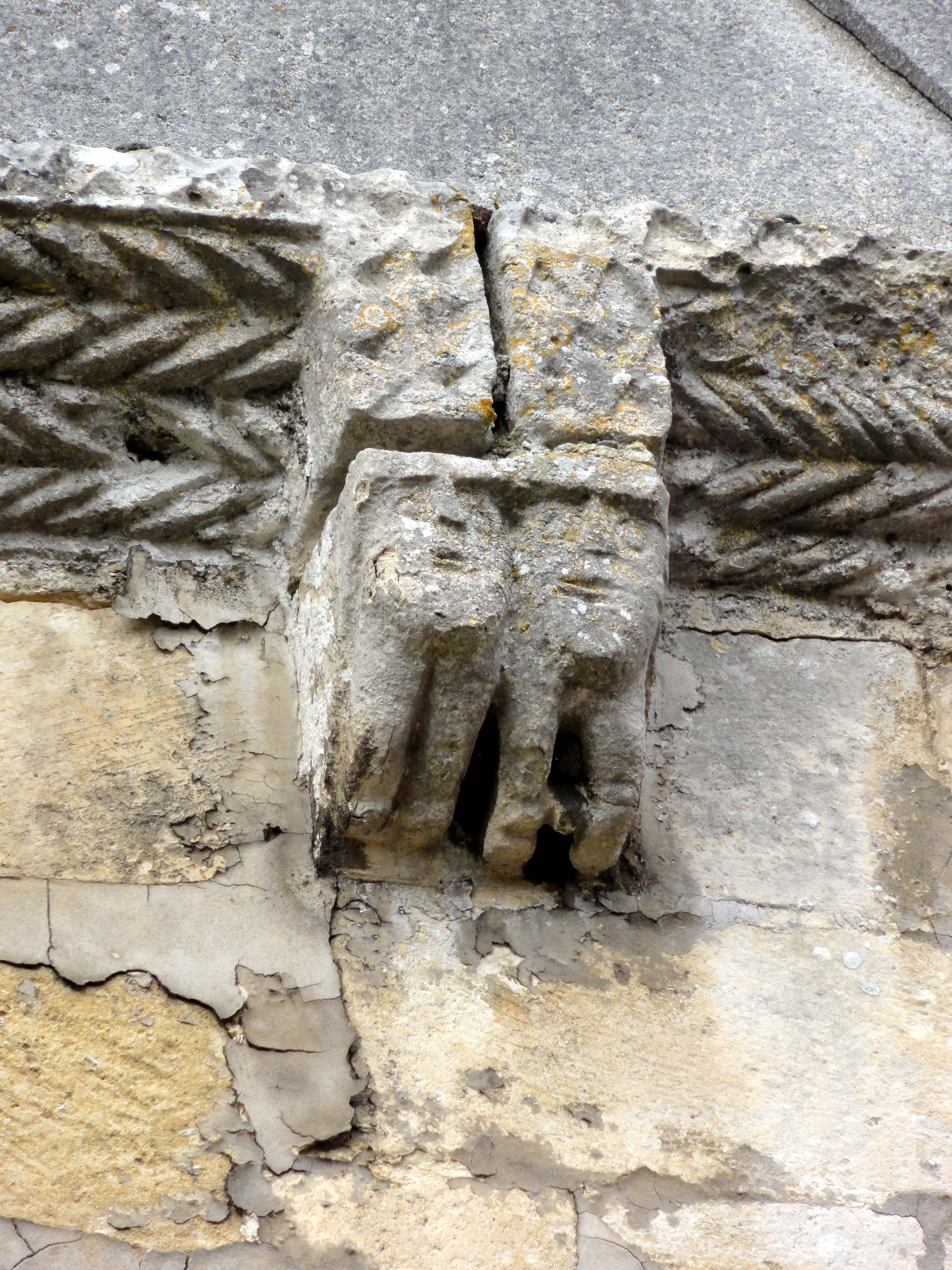
Modillon - deux personnages.
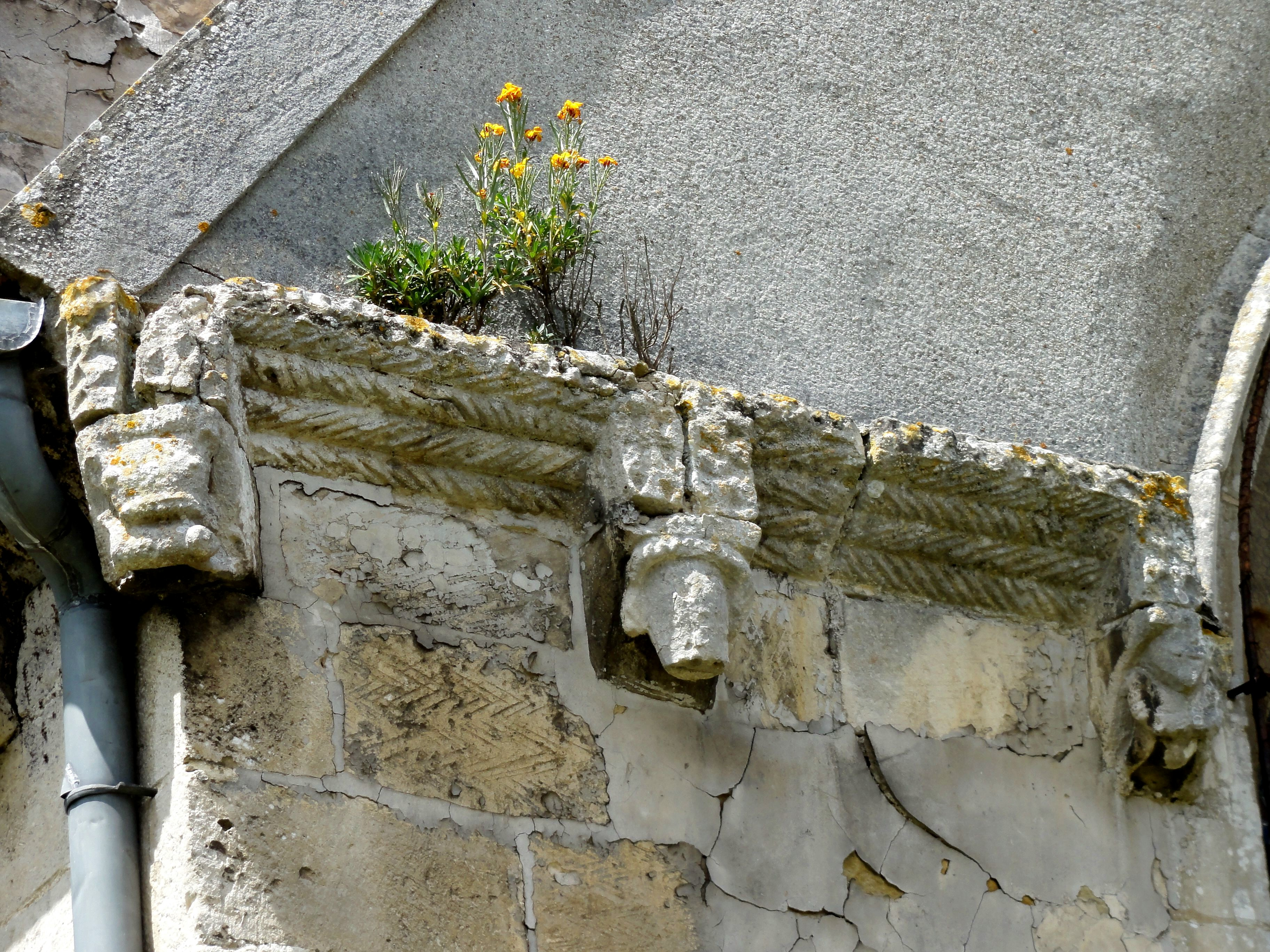
Corniche à g. du chevet.

## Mobilier

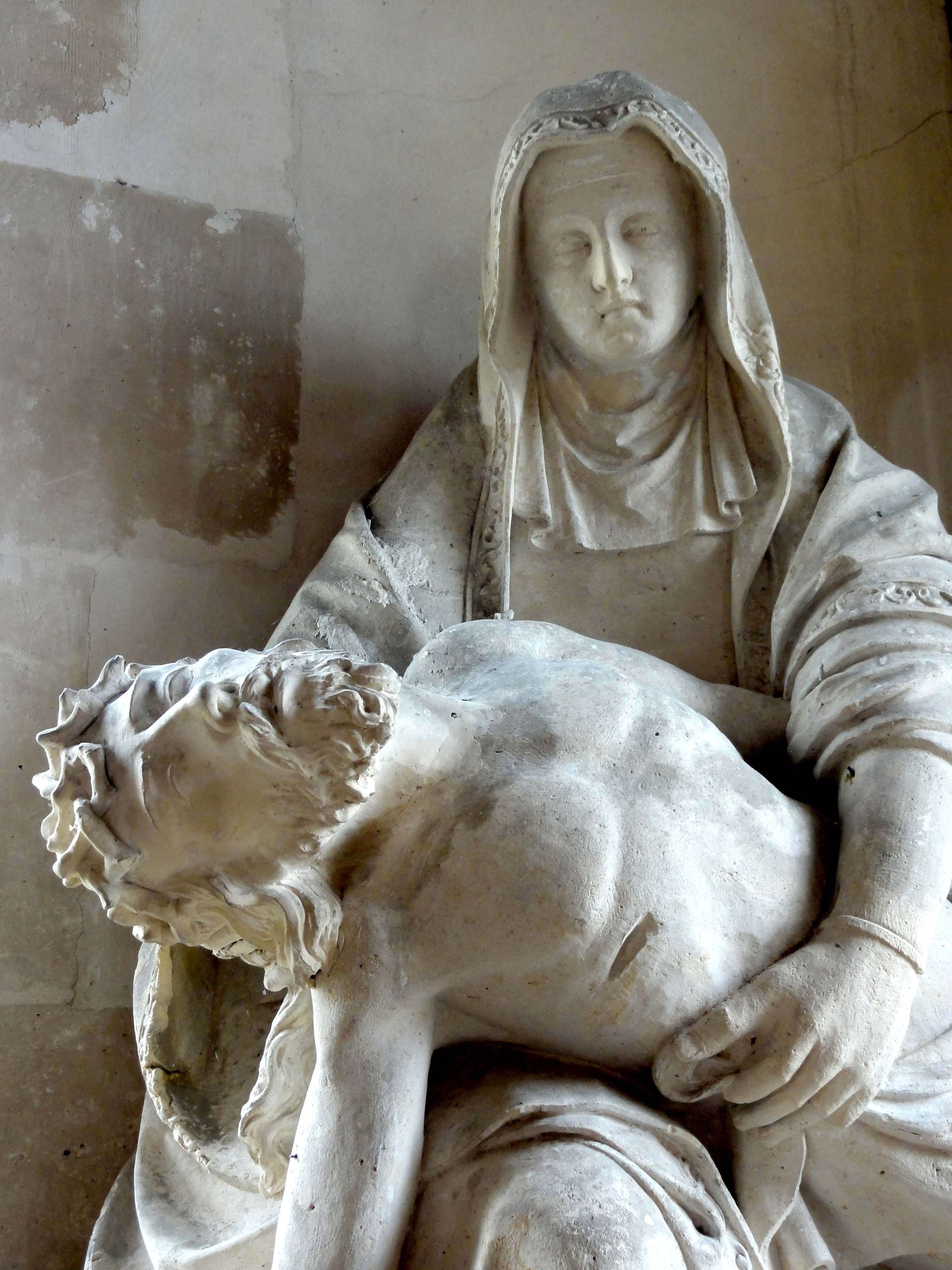
Pietà, vue rapprochée.

Parmi le mobilier de l'église, cinq éléments sont classés ou inscrits monument historique au titre objet.
- La statue de saint Pierre installé sur le trône pontifical est en pierre calcaire taillée et polie, et était anciennement polychrome. Ses dimensions n'ont pas été prises. Elle date du XIVe siècle. Saint Pierre est coiffé d'une tiare, revêtu d'un ample manteau, qui couvre tout son corps, en ne laissant dépasser que les pointes des pieds, et tient un livre fermé dans sa main droite, et le fragment d'une clé dans sa main gauche. L'œuvre est classée depuis novembre 1912[13].
- La Pietà ou Vierge de Pitié est en pierre calcaire taillée et polie, et aurait également été polychrome. Le groupe n'est pas sculpté dans un seul bloc. Ses dimensions n'ont pas été prises. C'est une œuvre sculptée avec grande délicatesse, de proportions très justes, et d'une expressivité remarquable. D'après William H. Forsyth, cette Pietà présente des influences bourguignonnes dans le drapé et la forme du corps du Christ. Elle semble dater du second quart du XVIe siècle, et peut être comparée aux Vierges de Notre-Dame de Beaune et de Saint-Jean-Baptiste de Chaumont. L'œuvre est elle aussi classée depuis novembre 1912[14],[15].
- La statue de la Vierge à l'Enfant est en pierre calcaire taillée, avec des traces de polychromie ancienne. Ses dimensions n'ont pas été prises. Elle présente les caractéristiques du XIVe siècle, et son classement remonte également à novembre 1912[16].
- Le groupe sculpté représentant l'Éducation de la Vierge Marie par sainte Anne, sa mère, est en pierre calcaire polychrome, et date du XVIe siècle. Elle est fortement mutilée : la tête de sainte Anne et sa main droite manquent, et le visage de Marie est défigurée par des épaufrures. Comme particularité, un jeune enfant agenouillé à droite de sainte Anne s'accroche à ses jupons, et Marie pose sa main droite sur son bras gauche. La tête de cet enfant manque également. L'œuvre est néanmoins inscrite depuis décembre 1984[17].
- La verrière d'axe du chevet (n° 0) date du XIXe siècle. Les deux lancettes représentent saint Pierre et saint Paul en pied et de face, sous un dais architecturé fantaisiste porté par des colonnettes, et devant des tentures sombres. Les têtes, entourées d'auréoles, sont mises en avant par des portions de ciel clair. La colombe du Saint-Esprit apparaît sur le vitrail de l'oculus. Des bordures de goût néo-gothique entourent les vitraux. Cette verrière est l'une des rares créations du XIXe siècle dans le département à bénéficier d'une inscription aux monuments historiques (depuis décembre 1984), sans que l'on sache le motif de la protection : la date, l'atelier et le donateur ne sont pas mentionnés[18].

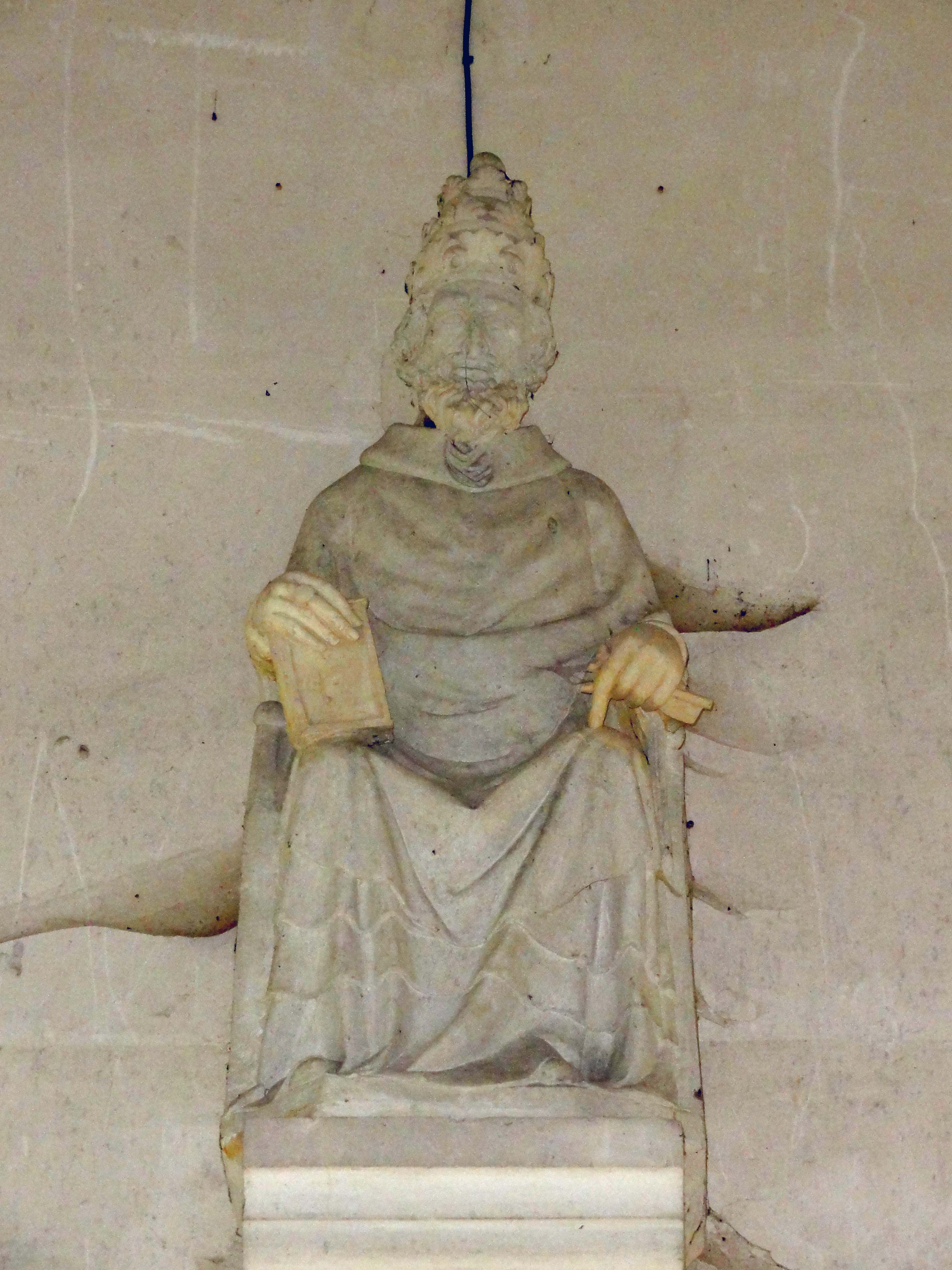
Saint Pierre.
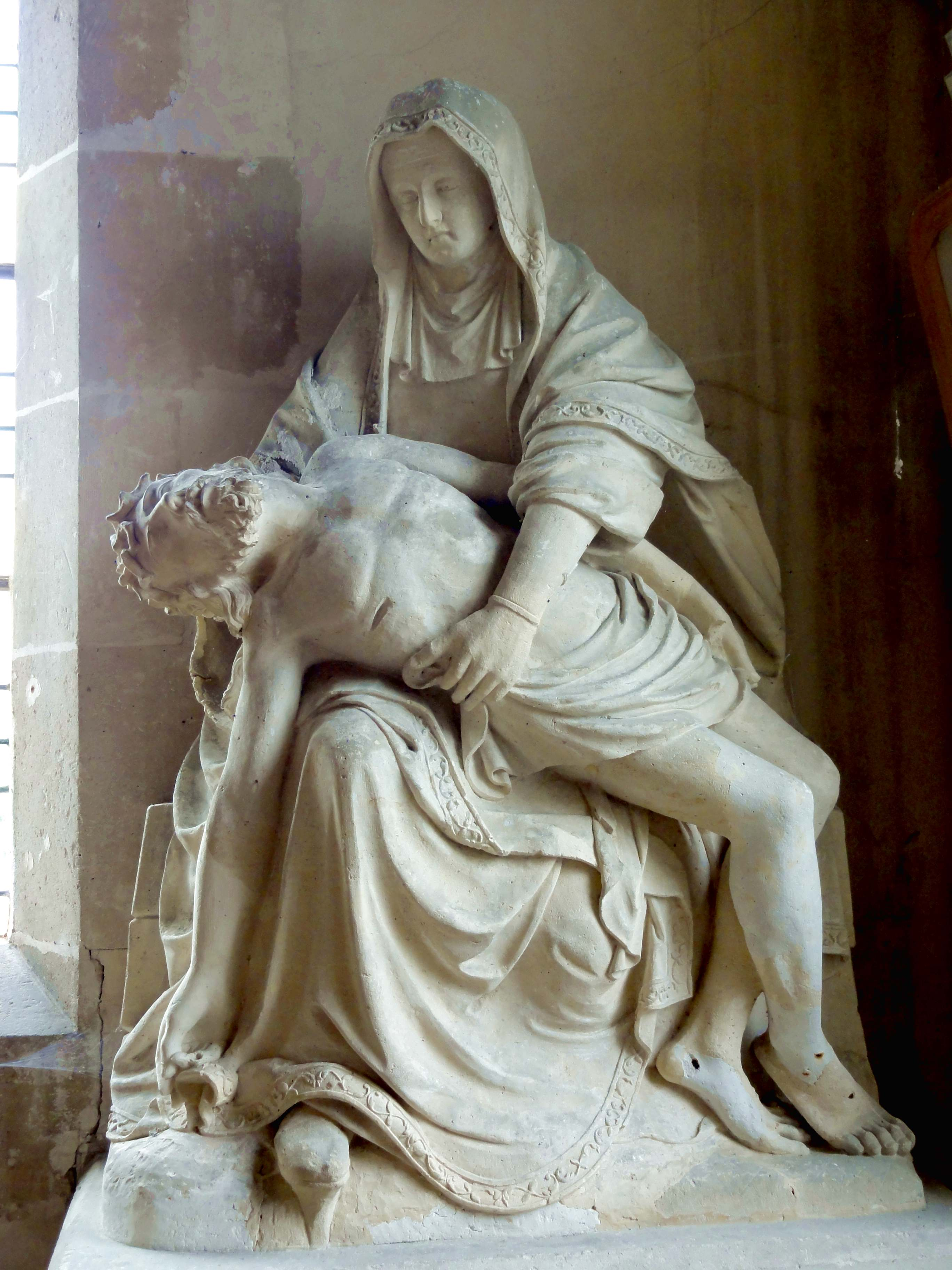
Pietà.
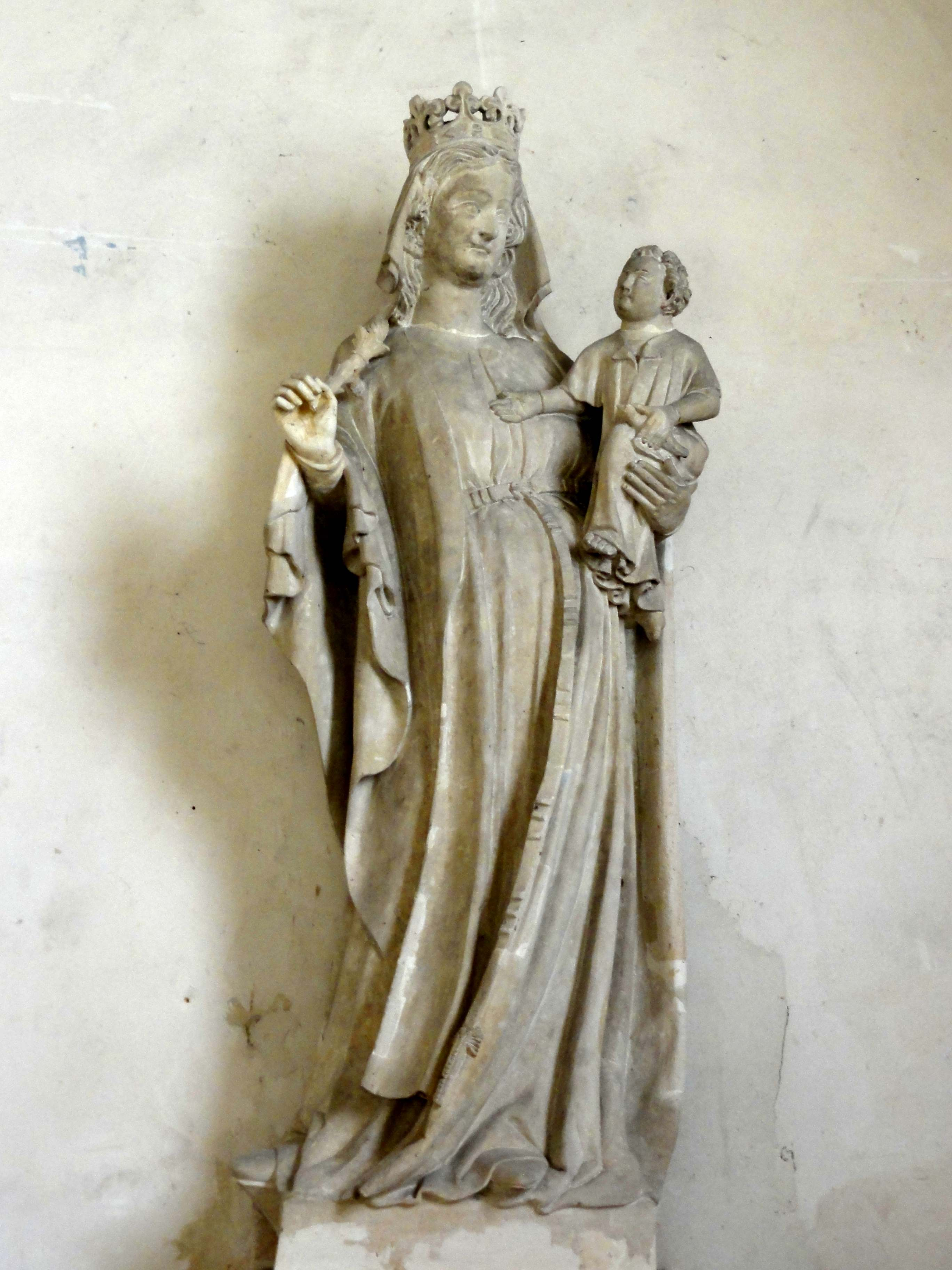
Vierge à l'Enfant.
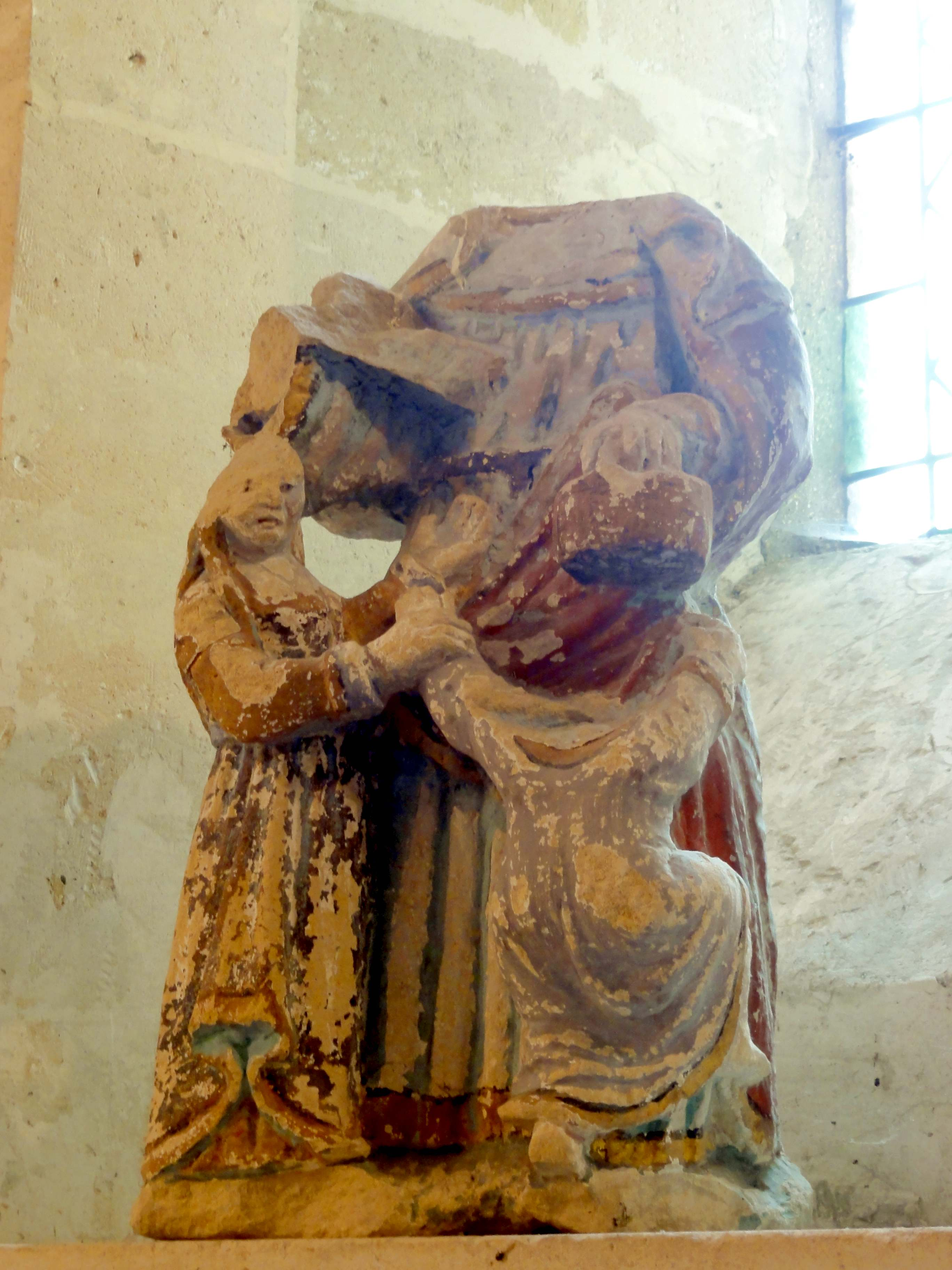
Éducation de la Vierge.
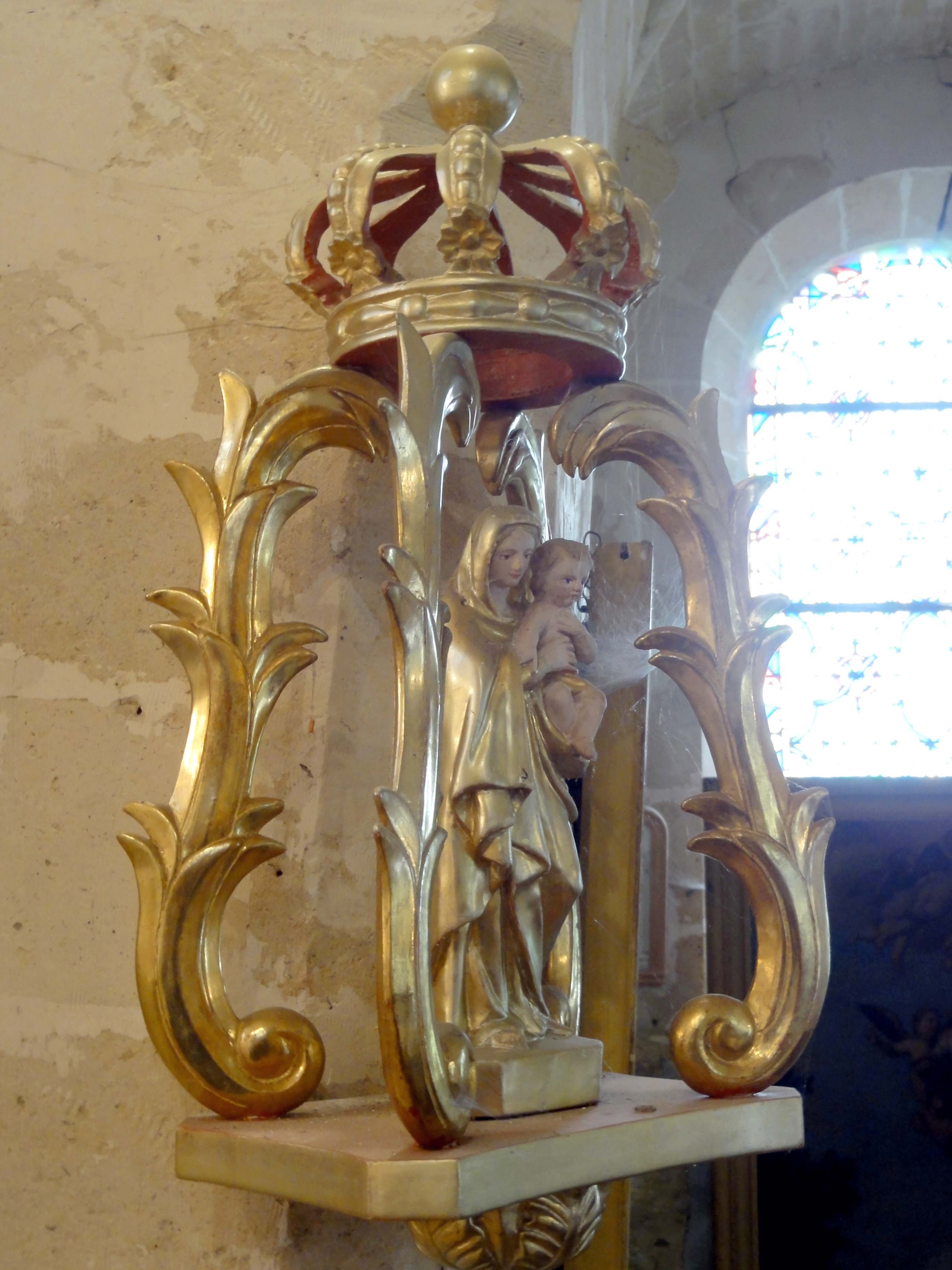
Bâton de procession.
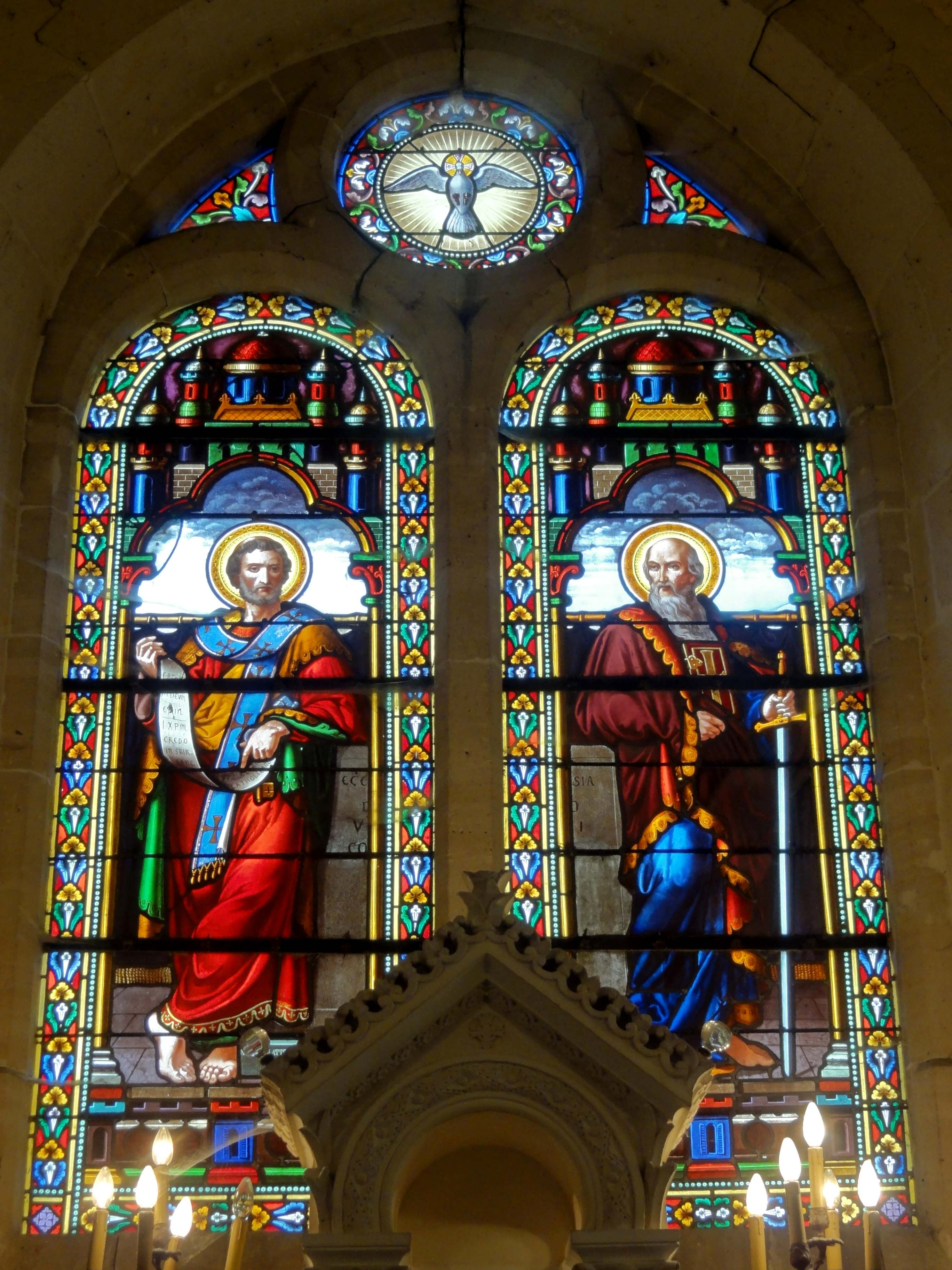
Verrière du chevet.